# Голливудская «Аллея славы» — список лауреатов за вклад в развитие телевидения

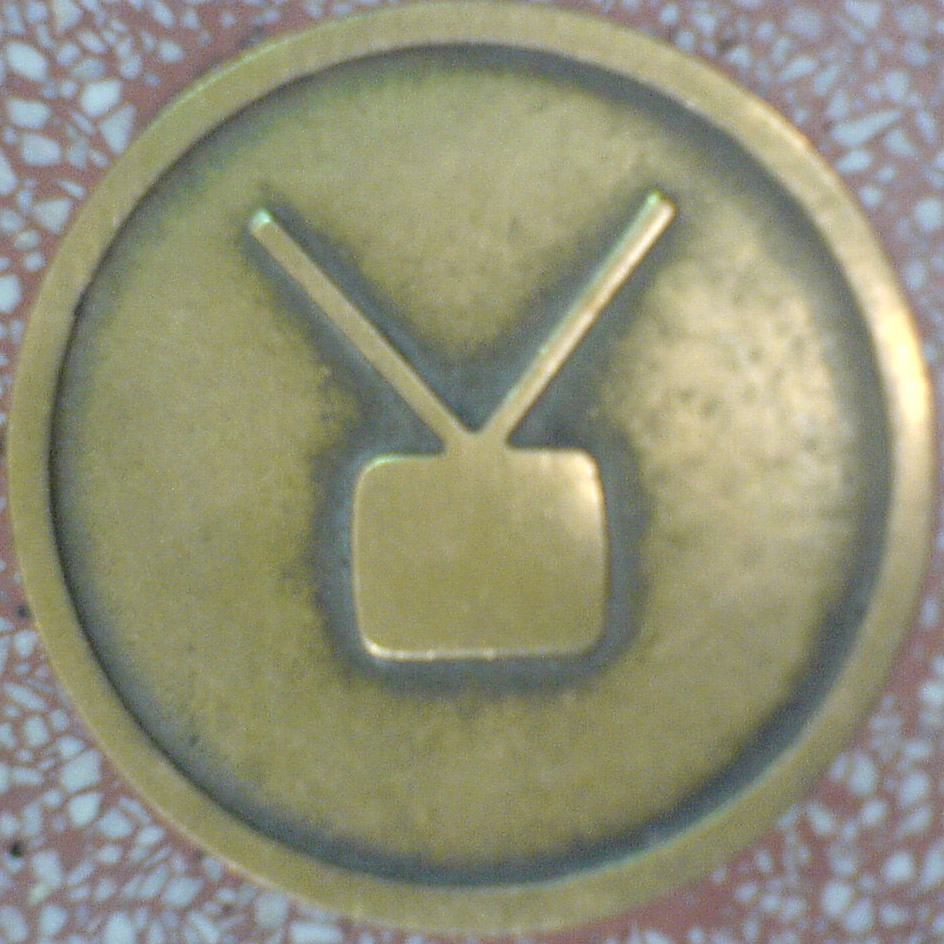
Эмблема на звезде — телевизор

Список заслуженных деятелей телевидения, чьи звёзды находятся на голливудской «Аллее славы».
| Содержание: Начало — 0–9 А Б В Г Д Е Ё Ж З И К Л М Н О П Р С Т У Ф Х Ц Ч Ш Щ Э Ю Я |

## Список

### A
| Имя, Фамилия      | Адрес звезды              | Фотографии некоторых лауреатов         |
| ----------------- | ------------------------- | -------------------------------------- |
| Джон Айрленд      | 7021 Голливуд б-р         | - Дон Амичи - Нил Армстронг - Ив Арден |
| Бен Александер    | 6433 Голливуд б-р         | - Дон Амичи - Нил Армстронг - Ив Арден |
| Эдди Альберт      | 6441 Голливуд б-р         | - Дон Амичи - Нил Армстронг - Ив Арден |
| Джек Альбертсон   | 6253 Голливуд б-р         | - Дон Амичи - Нил Армстронг - Ив Арден |
| Байрон Аллен      | 1749 Вайн стрит           | - Дон Амичи - Нил Армстронг - Ив Арден |
| Грейси Аллен      | 6672 Голливуд б-р         | - Дон Амичи - Нил Армстронг - Ив Арден |
| Дебби Аллен       | 6908 Голливуд б-р         | - Дон Амичи - Нил Армстронг - Ив Арден |
| Стив Аллен        | 1720 Вайн стрит           | - Дон Амичи - Нил Армстронг - Ив Арден |
| Фред Аллен        | 7021 Голливуд б-р         | - Дон Амичи - Нил Армстронг - Ив Арден |
| Дон Амичи         | 6101 Голливуд б-р         | - Дон Амичи - Нил Армстронг - Ив Арден |
| Джиллиан Андерсон | 6508 Голливуд б-р         | - Дон Амичи - Нил Армстронг - Ив Арден |
| Энтони Андерсон   | 6780 Голливуд б-р         | - Дон Амичи - Нил Армстронг - Ив Арден |
| Майкл Ансара      | 6666 Голливуд б-р         | - Дон Амичи - Нил Армстронг - Ив Арден |
| Ив Арден          | 6714 Голливуд б-р         | - Дон Амичи - Нил Армстронг - Ив Арден |
| Нил Армстронг     | Голливуд б-р & Вайн стрит | - Дон Амичи - Нил Армстронг - Ив Арден |
| Деси Арнас        | 6254 Голливуд б-р         | - Дон Амичи - Нил Армстронг - Ив Арден |
| Джеймс Арнесс     | 1751 Вайн стрит           | - Дон Амичи - Нил Армстронг - Ив Арден |
| Арми Арчерд       | 6927 Голливуд б-р         | - Дон Амичи - Нил Армстронг - Ив Арден |
| Эдвард Аснер      | 6363 Голливуд б-р         | - Дон Амичи - Нил Армстронг - Ив Арден |
| Брайан Ахерн      | 1753 Вайн стрит           | - Дон Амичи - Нил Армстронг - Ив Арден |

### Б
| Имя, Фамилия       | Адрес звезды      | Фотографии некоторых лауреатов                                                                           |
| ------------------ | ----------------- | --- |
| Спринг Байинтон    | 6231 Голливуд б-р | - Джек Бенни - Люсиль Болл - Саймон Бейкер - Алек Болдуин - Джордж Бёрнс - Ллойд Бриджес - Кэрол Бёрнетт |
| Фрэнк Бакстер      | 6717 Голливуд б-р | - Джек Бенни - Люсиль Болл - Саймон Бейкер - Алек Болдуин - Джордж Бёрнс - Ллойд Бриджес - Кэрол Бёрнетт |
| Джим Бакус         | 1735 Вайн Стрит   | - Джек Бенни - Люсиль Болл - Саймон Бейкер - Алек Болдуин - Джордж Бёрнс - Ллойд Бриджес - Кэрол Бёрнетт |
| Линн Бари          | 6323 Голливуд б-р | - Джек Бенни - Люсиль Болл - Саймон Бейкер - Алек Болдуин - Джордж Бёрнс - Ллойд Бриджес - Кэрол Бёрнетт |
| Боб Баркер         | 6714 Голливуд б-р | - Джек Бенни - Люсиль Болл - Саймон Бейкер - Алек Болдуин - Джордж Бёрнс - Ллойд Бриджес - Кэрол Бёрнетт |
| Билли Барти        | 6922 Голливуд б-р | - Джек Бенни - Люсиль Болл - Саймон Бейкер - Алек Болдуин - Джордж Бёрнс - Ллойд Бриджес - Кэрол Бёрнетт |
| Джерри Басс        | 6801 Голливуд б-р | - Джек Бенни - Люсиль Болл - Саймон Бейкер - Алек Болдуин - Джордж Бёрнс - Ллойд Бриджес - Кэрол Бёрнетт |
| Ред Баттонс        | 1651 Вайн стрит   | - Джек Бенни - Люсиль Болл - Саймон Бейкер - Алек Болдуин - Джордж Бёрнс - Ллойд Бриджес - Кэрол Бёрнетт |
| Пэт Баттрем        | 6382 Голливуд б-р | - Джек Бенни - Люсиль Болл - Саймон Бейкер - Алек Болдуин - Джордж Бёрнс - Ллойд Бриджес - Кэрол Бёрнетт |
| Саймон Бейкер      | 6352 Голливуд б-р | - Джек Бенни - Люсиль Болл - Саймон Бейкер - Алек Болдуин - Джордж Бёрнс - Ллойд Бриджес - Кэрол Бёрнетт |
| Ральф Беллами      | 6542 Голливуд б-р | - Джек Бенни - Люсиль Болл - Саймон Бейкер - Алек Болдуин - Джордж Бёрнс - Ллойд Бриджес - Кэрол Бёрнетт |
| Дональд Беллисарио | 7080 Голливуд б-р | - Джек Бенни - Люсиль Болл - Саймон Бейкер - Алек Болдуин - Джордж Бёрнс - Ллойд Бриджес - Кэрол Бёрнетт |
| Би Бенадерет       | 1611 Вайн стрит   | - Джек Бенни - Люсиль Болл - Саймон Бейкер - Алек Болдуин - Джордж Бёрнс - Ллойд Бриджес - Кэрол Бёрнетт |
| Уильям Бендикс     | 6251 Голливуд б-р | - Джек Бенни - Люсиль Болл - Саймон Бейкер - Алек Болдуин - Джордж Бёрнс - Ллойд Бриджес - Кэрол Бёрнетт |
| Джек Бенни         | 6370 Голливуд б-р | - Джек Бенни - Люсиль Болл - Саймон Бейкер - Алек Болдуин - Джордж Бёрнс - Ллойд Бриджес - Кэрол Бёрнетт |
| Джон Берадино      | 6801 Голливуд б-р | - Джек Бенни - Люсиль Болл - Саймон Бейкер - Алек Болдуин - Джордж Бёрнс - Ллойд Бриджес - Кэрол Бёрнетт |
| Эдгар Берген       | 6425 Голливуд б-р | - Джек Бенни - Люсиль Болл - Саймон Бейкер - Алек Болдуин - Джордж Бёрнс - Ллойд Бриджес - Кэрол Бёрнетт |
| Милтон Берл        | 6263 Голливуд б-р | - Джек Бенни - Люсиль Болл - Саймон Бейкер - Алек Болдуин - Джордж Бёрнс - Ллойд Бриджес - Кэрол Бёрнетт |
| Грег Берланти      | 6420 Голливуд б-р | - Джек Бенни - Люсиль Болл - Саймон Бейкер - Алек Болдуин - Джордж Бёрнс - Ллойд Бриджес - Кэрол Бёрнетт |
| Крис Берман        | 6259 Голливуд б-р | - Джек Бенни - Люсиль Болл - Саймон Бейкер - Алек Болдуин - Джордж Бёрнс - Ллойд Бриджес - Кэрол Бёрнетт |
| Валери Бертинелли  | 6912 Голливуд б-р | - Джек Бенни - Люсиль Болл - Саймон Бейкер - Алек Болдуин - Джордж Бёрнс - Ллойд Бриджес - Кэрол Бёрнетт |
| Левар Бертон       | 7000 Голливуд б-р | - Джек Бенни - Люсиль Болл - Саймон Бейкер - Алек Болдуин - Джордж Бёрнс - Ллойд Бриджес - Кэрол Бёрнетт |
| Кэрол Бёрнетт      | 6439 Голливуд б-р | - Джек Бенни - Люсиль Болл - Саймон Бейкер - Алек Болдуин - Джордж Бёрнс - Ллойд Бриджес - Кэрол Бёрнетт |
| Марк Бёрнетт       | 6664 Голливуд б-р | - Джек Бенни - Люсиль Болл - Саймон Бейкер - Алек Болдуин - Джордж Бёрнс - Ллойд Бриджес - Кэрол Бёрнетт |
| Джордж Бёрнс       | 6510 Голливуд б-р | - Джек Бенни - Люсиль Болл - Саймон Бейкер - Алек Болдуин - Джордж Бёрнс - Ллойд Бриджес - Кэрол Бёрнетт |
| Рэймонд Бёрр       | 6656 Голливуд б-р | - Джек Бенни - Люсиль Болл - Саймон Бейкер - Алек Болдуин - Джордж Бёрнс - Ллойд Бриджес - Кэрол Бёрнетт |
| Билл Бёрруд        | 6777 Голливуд б-р | - Джек Бенни - Люсиль Болл - Саймон Бейкер - Алек Болдуин - Джордж Бёрнс - Ллойд Бриджес - Кэрол Бёрнетт |
| Чарльз Бикфорд     | 1620 Вайн стрит   | - Джек Бенни - Люсиль Болл - Саймон Бейкер - Алек Болдуин - Джордж Бёрнс - Ллойд Бриджес - Кэрол Бёрнетт |
| Ной Бири мл.       | 7047 Голливуд б-р | - Джек Бенни - Люсиль Болл - Саймон Бейкер - Алек Болдуин - Джордж Бёрнс - Ллойд Бриджес - Кэрол Бёрнетт |
| Рэй Болджер        | 6834 Голливуд б-р | - Джек Бенни - Люсиль Болл - Саймон Бейкер - Алек Болдуин - Джордж Бёрнс - Ллойд Бриджес - Кэрол Бёрнетт |
| Алек Болдуин       | 6352 Голливуд б-р | - Джек Бенни - Люсиль Болл - Саймон Бейкер - Алек Болдуин - Джордж Бёрнс - Ллойд Бриджес - Кэрол Бёрнетт |
| Люсиль Болл        | 6100 Голливуд б-р | - Джек Бенни - Люсиль Болл - Саймон Бейкер - Алек Болдуин - Джордж Бёрнс - Ллойд Бриджес - Кэрол Бёрнетт |
| Большая Птица      | 7021 Голливуд б-р | - Джек Бенни - Люсиль Болл - Саймон Бейкер - Алек Болдуин - Джордж Бёрнс - Ллойд Бриджес - Кэрол Бёрнетт |
| Уорд Бонд          | 6933 Голливуд б-р | - Джек Бенни - Люсиль Болл - Саймон Бейкер - Алек Болдуин - Джордж Бёрнс - Ллойд Бриджес - Кэрол Бёрнетт |
| Эрик Браден        | 7021 Голливуд б-р | - Джек Бенни - Люсиль Болл - Саймон Бейкер - Алек Болдуин - Джордж Бёрнс - Ллойд Бриджес - Кэрол Бёрнетт |
| Дэвид Брайан       | 7021 Голливуд б-р | - Джек Бенни - Люсиль Болл - Саймон Бейкер - Алек Болдуин - Джордж Бёрнс - Ллойд Бриджес - Кэрол Бёрнетт |
| Ванесса Браун      | 6528 Голливуд б-р | - Джек Бенни - Люсиль Болл - Саймон Бейкер - Алек Болдуин - Джордж Бёрнс - Ллойд Бриджес - Кэрол Бёрнетт |
| Эдди Брекен        | 6751 Голливуд б-р | - Джек Бенни - Люсиль Болл - Саймон Бейкер - Алек Болдуин - Джордж Бёрнс - Ллойд Бриджес - Кэрол Бёрнетт |
| Джордж Брент       | 1612 Вайн стрит   | - Джек Бенни - Люсиль Болл - Саймон Бейкер - Алек Болдуин - Джордж Бёрнс - Ллойд Бриджес - Кэрол Бёрнетт |
| Бо Бриджес         | 7065 Голливуд б-р | - Джек Бенни - Люсиль Болл - Саймон Бейкер - Алек Болдуин - Джордж Бёрнс - Ллойд Бриджес - Кэрол Бёрнетт |
| Ллойд Бриджес      | 7065 Голливуд б-р | - Джек Бенни - Люсиль Болл - Саймон Бейкер - Алек Болдуин - Джордж Бёрнс - Ллойд Бриджес - Кэрол Бёрнетт |
| Барбара Бриттон    | 1719 Вайн стрит   | - Джек Бенни - Люсиль Болл - Саймон Бейкер - Алек Болдуин - Джордж Бёрнс - Ллойд Бриджес - Кэрол Бёрнетт |
| Джеймс Бролин      | 7018 Голливуд б-р | - Джек Бенни - Люсиль Болл - Саймон Бейкер - Алек Болдуин - Джордж Бёрнс - Ллойд Бриджес - Кэрол Бёрнетт |
| Хиллари Брук       | 6311 Голливуд б-р | - Джек Бенни - Люсиль Болл - Саймон Бейкер - Алек Болдуин - Джордж Бёрнс - Ллойд Бриджес - Кэрол Бёрнетт |
| Терри Брэдшоу      | 7080 Голливуд б-р | - Джек Бенни - Люсиль Болл - Саймон Бейкер - Алек Болдуин - Джордж Бёрнс - Ллойд Бриджес - Кэрол Бёрнетт |
| Шарль Буайе        | 6300 Голливуд б-р | - Джек Бенни - Люсиль Болл - Саймон Бейкер - Алек Болдуин - Джордж Бёрнс - Ллойд Бриджес - Кэрол Бёрнетт |
| Пэт Бун            | 6268 Голливуд б-р | - Джек Бенни - Люсиль Болл - Саймон Бейкер - Алек Болдуин - Джордж Бёрнс - Ллойд Бриджес - Кэрол Бёрнетт |
| Джек Бэйли         | 6411 Голливуд б-р | - Джек Бенни - Люсиль Болл - Саймон Бейкер - Алек Болдуин - Джордж Бёрнс - Ллойд Бриджес - Кэрол Бёрнетт |
| Барбара Бэйн       | 6767 Голливуд б-р | - Джек Бенни - Люсиль Болл - Саймон Бейкер - Алек Болдуин - Джордж Бёрнс - Ллойд Бриджес - Кэрол Бёрнетт |
| Энн Бэнкрофт       | 6368 Голливуд б-р | - Джек Бенни - Люсиль Болл - Саймон Бейкер - Алек Болдуин - Джордж Бёрнс - Ллойд Бриджес - Кэрол Бёрнетт |
| Джон Дрю Бэрримор  | 7004 Голливуд б-р | - Джек Бенни - Люсиль Болл - Саймон Бейкер - Алек Болдуин - Джордж Бёрнс - Ллойд Бриджес - Кэрол Бёрнетт |

### В
| Имя, Фамилия      | Адрес звезды          | Фотографии некоторых лауреатов |
| ----------------- | --------------------- | ------------------------------ |
| Линдси Вагнер     | 6767 Голливудский б-р | - Роберт Вагнер - Дик Ван Дайк |
| Роберт Вагнер     | 7021 Голливудский б-р | - Роберт Вагнер - Дик Ван Дайк |
| Джонни Вайсмюллер | 6541 Голливуд б-р     | - Роберт Вагнер - Дик Ван Дайк |
| Дик Ван Дайк      | 7021 Голливуд б-р     | - Роберт Вагнер - Дик Ван Дайк |
| Дик Ван Паттен    | 1541 Вайн стрит       | - Роберт Вагнер - Дик Ван Дайк |
| Джозеф Вапнер     | 6922 Голливуд б-р     | - Роберт Вагнер - Дик Ван Дайк |
| Керри Вашингтон   | 6258 Голливуд б-р     | - Роберт Вагнер - Дик Ван Дайк |
| Минг-На Вен       | 6840 Голливуд б-р     | - Роберт Вагнер - Дик Ван Дайк |
| Майло Вентимилья  | 6562 Голливуд б-р     | - Роберт Вагнер - Дик Ван Дайк |
| София Вергара     | 7013 Голливуд б-р     | - Роберт Вагнер - Дик Ван Дайк |
| Елена Вердуго     | 1709 Вайн стрит       | - Роберт Вагнер - Дик Ван Дайк |
| Дэвид Л. Волпер   | 1500 Вайн стрит       | - Роберт Вагнер - Дик Ван Дайк |
| Дональд Вудс      | 6260 Голливуд б-р     | - Роберт Вагнер - Дик Ван Дайк |
| Дик Вульф         | 7040 Голливуд б-р     | - Роберт Вагнер - Дик Ван Дайк |
| Вивиан Вэнс       | 7000 Голливуд б-р     | - Роберт Вагнер - Дик Ван Дайк |

### Г
| Имя, Фамилия        | Адрес звезды      | Фотографии некоторых лауреатов                                |
| ------------------- | ----------------- | ------------------------------------------------------------- |
| Ева Габор           | 6614 Голливуд б-р | - Жа Жа Габор - Джеймс Гарнер - Келси Грэммер - Мэтт Грейнинг |
| Жа Жа Габор         | 6915 Голливуд б-р | - Жа Жа Габор - Джеймс Гарнер - Келси Грэммер - Мэтт Грейнинг |
| Эд Гарднер          | 6676 Голливуд б-р | - Жа Жа Габор - Джеймс Гарнер - Келси Грэммер - Мэтт Грейнинг |
| Гарлем Глобтроттерс | 6922 Голливуд б-р | - Жа Жа Габор - Джеймс Гарнер - Келси Грэммер - Мэтт Грейнинг |
| Беверли Гарленд     | 6801 Голливуд б-р | - Жа Жа Габор - Джеймс Гарнер - Келси Грэммер - Мэтт Грейнинг |
| Джеймс Гарнер       | 6927 Голливуд б-р | - Жа Жа Габор - Джеймс Гарнер - Келси Грэммер - Мэтт Грейнинг |
| Дэйв Гарроуэй       | 6264 Голливуд б-р | - Жа Жа Габор - Джеймс Гарнер - Келси Грэммер - Мэтт Грейнинг |
| Билл Гейтс          | 6850 Голливуд б-р | - Жа Жа Габор - Джеймс Гарнер - Келси Грэммер - Мэтт Грейнинг |
| Дэвид Гербер        | 1637 Вайн стрит   | - Жа Жа Габор - Джеймс Гарнер - Келси Грэммер - Мэтт Грейнинг |
| Лиза Гиббонс        | 7021 Голливуд б-р | - Жа Жа Габор - Джеймс Гарнер - Келси Грэммер - Мэтт Грейнинг |
| Марла Гиббс         | 6840 Голливуд б-р | - Жа Жа Габор - Джеймс Гарнер - Келси Грэммер - Мэтт Грейнинг |
| Роберт Гийом        | 6675 Голливуд б-р | - Жа Жа Габор - Джеймс Гарнер - Келси Грэммер - Мэтт Грейнинг |
| Мелисса Гилберт     | 6429 Голливуд б-р | - Жа Жа Габор - Джеймс Гарнер - Келси Грэммер - Мэтт Грейнинг |
| Пол Гилберт         | 6340 Голливуд б-р | - Жа Жа Габор - Джеймс Гарнер - Келси Грэммер - Мэтт Грейнинг |
| Кэти Ли Гиффорд     | 6834 Голливуд б-р | - Жа Жа Габор - Джеймс Гарнер - Келси Грэммер - Мэтт Грейнинг |
| Шэрон Глесс         | 7065 Голливуд б-р | - Жа Жа Габор - Джеймс Гарнер - Келси Грэммер - Мэтт Грейнинг |
| Джеки Глисон        | 6300 Голливуд б-р | - Жа Жа Габор - Джеймс Гарнер - Келси Грэммер - Мэтт Грейнинг |
| Джордж Гобел        | 6850 Голливуд б-р | - Жа Жа Габор - Джеймс Гарнер - Келси Грэммер - Мэтт Грейнинг |
| Артур Годфри        | 1559 Вайн стрит   | - Жа Жа Габор - Джеймс Гарнер - Келси Грэммер - Мэтт Грейнинг |
| Леонард Голдберг    | 6901 Голливуд б-р | - Жа Жа Габор - Джеймс Гарнер - Келси Грэммер - Мэтт Грейнинг |
| Леонард Голденсон   | 6834 Голливуд б-р | - Жа Жа Габор - Джеймс Гарнер - Келси Грэммер - Мэтт Грейнинг |
| Джонни Грант        | 6915 Голливуд б-р | - Жа Жа Габор - Джеймс Гарнер - Келси Грэммер - Мэтт Грейнинг |
| Питер Грейвс        | 6667 Голливуд б-р | - Жа Жа Габор - Джеймс Гарнер - Келси Грэммер - Мэтт Грейнинг |
| Фарли Грейнджер     | 1551 Вайн стрит   | - Жа Жа Габор - Джеймс Гарнер - Келси Грэммер - Мэтт Грейнинг |
| Мэтт Грейнинг       | 7021 Голливуд б-р | - Жа Жа Габор - Джеймс Гарнер - Келси Грэммер - Мэтт Грейнинг |
| Лорн Грин           | 1559 Вайн стрит   | - Жа Жа Габор - Джеймс Гарнер - Келси Грэммер - Мэтт Грейнинг |
| Харольд Грин        | 6906 Голливуд б-р | - Жа Жа Габор - Джеймс Гарнер - Келси Грэммер - Мэтт Грейнинг |
| Мерв Гриффин        | 1541 Вайн стрит   | - Жа Жа Габор - Джеймс Гарнер - Келси Грэммер - Мэтт Грейнинг |
| Энди Гриффит        | 6418 Голливуд б-р | - Жа Жа Габор - Джеймс Гарнер - Келси Грэммер - Мэтт Грейнинг |
| Келси Грэммер       | 7021 Голливуд б-р | - Жа Жа Габор - Джеймс Гарнер - Келси Грэммер - Мэтт Грейнинг |
| Джим Грэй           | 6801 Голливуд б-р | - Жа Жа Габор - Джеймс Гарнер - Келси Грэммер - Мэтт Грейнинг |
| Марк Гудсон         | 6374 Голливуд б-р | - Жа Жа Габор - Джеймс Гарнер - Келси Грэммер - Мэтт Грейнинг |

### Д
| Имя, Фамилия     | Адрес звезды      | Фотографии некоторых лауреатов                                                                  |
| ---------------- | ----------------- | ----------------------------------------------------------------------------------------------- |
| Джеймс Данн      | 7010 Голливуд б-р | - Тед Дэнсон - Ивонн Де Карло - Розмари ДеКамп - Дэнни Де Вито - Уолт Дисней - Эллен Дедженерес |
| Джерри Данфи     | 6669 Голливуд б-р | - Тед Дэнсон - Ивонн Де Карло - Розмари ДеКамп - Дэнни Де Вито - Уолт Дисней - Эллен Дедженерес |
| Тони Данца       | 7000 Голливуд б-р | - Тед Дэнсон - Ивонн Де Карло - Розмари ДеКамп - Дэнни Де Вито - Уолт Дисней - Эллен Дедженерес |
| Рома Дауни       | 6664 Голливуд б-р | - Тед Дэнсон - Ивонн Де Карло - Розмари ДеКамп - Дэнни Де Вито - Уолт Дисней - Эллен Дедженерес |
| Кэти Даунс       | 6646 Голливуд б-р | - Тед Дэнсон - Ивонн Де Карло - Розмари ДеКамп - Дэнни Де Вито - Уолт Дисней - Эллен Дедженерес |
| Говард Дафф      | 1623 Вайн стрит   | - Тед Дэнсон - Ивонн Де Карло - Розмари ДеКамп - Дэнни Де Вито - Уолт Дисней - Эллен Дедженерес |
| Дэнни Де Вито    | 6906 Голливуд б-р | - Тед Дэнсон - Ивонн Де Карло - Розмари ДеКамп - Дэнни Де Вито - Уолт Дисней - Эллен Дедженерес |
| Эллен Дедженерес | 6270 Голливуд б-р | - Тед Дэнсон - Ивонн Де Карло - Розмари ДеКамп - Дэнни Де Вито - Уолт Дисней - Эллен Дедженерес |
| Бетт Дейвис      | 6335 Голливуд б-р | - Тед Дэнсон - Ивонн Де Карло - Розмари ДеКамп - Дэнни Де Вито - Уолт Дисней - Эллен Дедженерес |
| Энн Б. Дейвис    | 7048 Голливуд б-р | - Тед Дэнсон - Ивонн Де Карло - Розмари ДеКамп - Дэнни Де Вито - Уолт Дисней - Эллен Дедженерес |
| Джон Дейли       | 1765 Вайн стрит   | - Тед Дэнсон - Ивонн Де Карло - Розмари ДеКамп - Дэнни Де Вито - Уолт Дисней - Эллен Дедженерес |
| Касс Дейли       | 6301 Голливуд б-р | - Тед Дэнсон - Ивонн Де Карло - Розмари ДеКамп - Дэнни Де Вито - Уолт Дисней - Эллен Дедженерес |
| Тайн Дейли       | 7065 Голливуд б-р | - Тед Дэнсон - Ивонн Де Карло - Розмари ДеКамп - Дэнни Де Вито - Уолт Дисней - Эллен Дедженерес |
| Розмари Декамп   | 1640 Вайн стрит   | - Тед Дэнсон - Ивонн Де Карло - Розмари ДеКамп - Дэнни Де Вито - Уолт Дисней - Эллен Дедженерес |
| Ивонн Де Карло   | 6715 Голливуд б-р | - Тед Дэнсон - Ивонн Де Карло - Розмари ДеКамп - Дэнни Де Вито - Уолт Дисней - Эллен Дедженерес |
| Альберт Деккер   | 6620 Голливуд б-р | - Тед Дэнсон - Ивонн Де Карло - Розмари ДеКамп - Дэнни Де Вито - Уолт Дисней - Эллен Дедженерес |
| Ричард Деннинг   | 6932 Голливуд б-р | - Тед Дэнсон - Ивонн Де Карло - Розмари ДеКамп - Дэнни Де Вито - Уолт Дисней - Эллен Дедженерес |
| Джон Дерек       | 6531 Голливуд б-р | - Тед Дэнсон - Ивонн Де Карло - Розмари ДеКамп - Дэнни Де Вито - Уолт Дисней - Эллен Дедженерес |
| Дон Дефор        | 6804 Голливуд б-р | - Тед Дэнсон - Ивонн Де Карло - Розмари ДеКамп - Дэнни Де Вито - Уолт Дисней - Эллен Дедженерес |
| Деннис Джеймс    | 6753 Голливуд б-р | - Тед Дэнсон - Ивонн Де Карло - Розмари ДеКамп - Дэнни Де Вито - Уолт Дисней - Эллен Дедженерес |
| Шерри Джексон    | 6324 Голливуд б-р | - Тед Дэнсон - Ивонн Де Карло - Розмари ДеКамп - Дэнни Де Вито - Уолт Дисней - Эллен Дедженерес |
| Эллисон Дженни   | 6100 Голливуд б-р | - Тед Дэнсон - Ивонн Де Карло - Розмари ДеКамп - Дэнни Де Вито - Уолт Дисней - Эллен Дедженерес |
| Рики Джервейс    | 1628 Вайн стрит   | - Тед Дэнсон - Ивонн Де Карло - Розмари ДеКамп - Дэнни Де Вито - Уолт Дисней - Эллен Дедженерес |
| Адель Джергенс   | 7046 Голливуд б-р | - Тед Дэнсон - Ивонн Де Карло - Розмари ДеКамп - Дэнни Де Вито - Уолт Дисней - Эллен Дедженерес |
| Энн Джеффрис     | 1501 Вайн стрит   | - Тед Дэнсон - Ивонн Де Карло - Розмари ДеКамп - Дэнни Де Вито - Уолт Дисней - Эллен Дедженерес |
| Кен Джонг        | 1708 Вайн стрит   | - Тед Дэнсон - Ивонн Де Карло - Розмари ДеКамп - Дэнни Де Вито - Уолт Дисней - Эллен Дедженерес |
| Гордон Джонс     | 1623 Вайн стрит   | - Тед Дэнсон - Ивонн Де Карло - Розмари ДеКамп - Дэнни Де Вито - Уолт Дисней - Эллен Дедженерес |
| Дики Джонс       | 7042 Голливуд б-р | - Тед Дэнсон - Ивонн Де Карло - Розмари ДеКамп - Дэнни Де Вито - Уолт Дисней - Эллен Дедженерес |
| Дон Джонсон      | 7080 Голливуд б-р | - Тед Дэнсон - Ивонн Де Карло - Розмари ДеКамп - Дэнни Де Вито - Уолт Дисней - Эллен Дедженерес |
| Дэвид Джэнссен   | 7011 Голливуд б-р | - Тед Дэнсон - Ивонн Де Карло - Розмари ДеКамп - Дэнни Де Вито - Уолт Дисней - Эллен Дедженерес |
| Вин Ди Бона      | 1559 Вайн стрит   | - Тед Дэнсон - Ивонн Де Карло - Розмари ДеКамп - Дэнни Де Вито - Уолт Дисней - Эллен Дедженерес |
| Энди Дивайн      | 6366 Голливуд б-р | - Тед Дэнсон - Ивонн Де Карло - Розмари ДеКамп - Дэнни Де Вито - Уолт Дисней - Эллен Дедженерес |
| Энджи Дикинсон   | 7000 Голливуд б-р | - Тед Дэнсон - Ивонн Де Карло - Розмари ДеКамп - Дэнни Де Вито - Уолт Дисней - Эллен Дедженерес |
| Филлис Дилер     | 7001 Голливуд б-р | - Тед Дэнсон - Ивонн Де Карло - Розмари ДеКамп - Дэнни Де Вито - Уолт Дисней - Эллен Дедженерес |
| Уолт Дисней      | 6747 Голливуд б-р | - Тед Дэнсон - Ивонн Де Карло - Розмари ДеКамп - Дэнни Де Вито - Уолт Дисней - Эллен Дедженерес |
| Джимми Додд      | 1600 Вайн стрит   | - Тед Дэнсон - Ивонн Де Карло - Розмари ДеКамп - Дэнни Де Вито - Уолт Дисней - Эллен Дедженерес |
| Питер Дональд    | 6661 Голливуд б-р | - Тед Дэнсон - Ивонн Де Карло - Розмари ДеКамп - Дэнни Де Вито - Уолт Дисней - Эллен Дедженерес |
| Брайан Донлеви   | 1551 Вайн стрит   | - Тед Дэнсон - Ивонн Де Карло - Розмари ДеКамп - Дэнни Де Вито - Уолт Дисней - Эллен Дедженерес |
| Джоанн Дрю       | 1708 Вайн стрит   | - Тед Дэнсон - Ивонн Де Карло - Розмари ДеКамп - Дэнни Де Вито - Уолт Дисней - Эллен Дедженерес |
| Джек Дуглас      | 6740 Голливуд б-р | - Тед Дэнсон - Ивонн Де Карло - Розмари ДеКамп - Дэнни Де Вито - Уолт Дисней - Эллен Дедженерес |
| Майк Дуглас      | 7001 Голливуд б-р | - Тед Дэнсон - Ивонн Де Карло - Розмари ДеКамп - Дэнни Де Вито - Уолт Дисней - Эллен Дедженерес |
| Мелвин Дуглас    | 6601 Голливуд б-р | - Тед Дэнсон - Ивонн Де Карло - Розмари ДеКамп - Дэнни Де Вито - Уолт Дисней - Эллен Дедженерес |
| Пол Дуглас       | 6821 Голливуд б-р | - Тед Дэнсон - Ивонн Де Карло - Розмари ДеКамп - Дэнни Де Вито - Уолт Дисней - Эллен Дедженерес |
| Джеймс Духан     | 7021 Голливуд б-р | - Тед Дэнсон - Ивонн Де Карло - Розмари ДеКамп - Дэнни Де Вито - Уолт Дисней - Эллен Дедженерес |
| Дэвид Духовны    | 6508 Голливуд б-р | - Тед Дэнсон - Ивонн Де Карло - Розмари ДеКамп - Дэнни Де Вито - Уолт Дисней - Эллен Дедженерес |
| Дэн Дьюриа       | 6145 Голливуд б-р | - Тед Дэнсон - Ивонн Де Карло - Розмари ДеКамп - Дэнни Де Вито - Уолт Дисней - Эллен Дедженерес |
| Гэйл Дэвис       | 6385 Голливуд б-р | - Тед Дэнсон - Ивонн Де Карло - Розмари ДеКамп - Дэнни Де Вито - Уолт Дисней - Эллен Дедженерес |
| Джим Дэвис       | 6290 Голливуд б-р | - Тед Дэнсон - Ивонн Де Карло - Розмари ДеКамп - Дэнни Де Вито - Уолт Дисней - Эллен Дедженерес |
| Деннис Дэй       | 6646 Голливуд б-р | - Тед Дэнсон - Ивонн Де Карло - Розмари ДеКамп - Дэнни Де Вито - Уолт Дисней - Эллен Дедженерес |
| Клэр Дэйнс       | 6541 Голливуд б-р | - Тед Дэнсон - Ивонн Де Карло - Розмари ДеКамп - Дэнни Де Вито - Уолт Дисней - Эллен Дедженерес |
| Ли Дэниелс       | 6533 Голливуд б-р | - Тед Дэнсон - Ивонн Де Карло - Розмари ДеКамп - Дэнни Де Вито - Уолт Дисней - Эллен Дедженерес |
| Тед Дэнсон       | 7021 Голливуд б-р | - Тед Дэнсон - Ивонн Де Карло - Розмари ДеКамп - Дэнни Де Вито - Уолт Дисней - Эллен Дедженерес |

### Ж, З, И
| Имя, Фамилия  | Адрес звезды      | Фотографии некоторых лауреатов |
| ------------- | ----------------- | ------------------------------ |
| Луи Журдан    | 6445 Голливуд б-р | - Барбара Иден                 |
| Флориан Забах | 6505 Голливуд б-р | - Барбара Иден                 |
| Барбара Иден  | 7003 Голливуд б-р | - Барбара Иден                 |
| Стив Ирвин    | 6320 Голливуд б-р | - Барбара Иден                 |

### К
| Имя, Фамилия       | Адрес звезды              | Фотографии некоторых лауреатов |
| ------------------ | ------------------------- | --- |
| Минди Калинг       | 6533 Голливуд б-р         | - Эдди Кантор - Дэвид Кэррадайн - Джоан Колфилд - Нэт Кинг Коул - Перри Комо - Билл Косби - Бродерик Кроуфорд - Андреа Кинг - Брайан Крэнстон - Уолтер Кёниг |
| Род Камерон        | 1720 Вайн стрит           | - Эдди Кантор - Дэвид Кэррадайн - Джоан Колфилд - Нэт Кинг Коул - Перри Комо - Билл Косби - Бродерик Кроуфорд - Андреа Кинг - Брайан Крэнстон - Уолтер Кёниг |
| Роберт Каммингс    | 1718 Вайн стрит           | - Эдди Кантор - Дэвид Кэррадайн - Джоан Колфилд - Нэт Кинг Коул - Перри Комо - Билл Косби - Бродерик Кроуфорд - Андреа Кинг - Брайан Крэнстон - Уолтер Кёниг |
| Эдди Кантор        | 1770 Вайн стрит           | - Эдди Кантор - Дэвид Кэррадайн - Джоан Колфилд - Нэт Кинг Коул - Перри Комо - Билл Косби - Бродерик Кроуфорд - Андреа Кинг - Брайан Крэнстон - Уолтер Кёниг |
| Карапузы           | 6600 Голливуд б-р         | - Эдди Кантор - Дэвид Кэррадайн - Джоан Колфилд - Нэт Кинг Коул - Перри Комо - Билл Косби - Бродерик Кроуфорд - Андреа Кинг - Брайан Крэнстон - Уолтер Кёниг |
| Борис Карлофф      | 6664 Голливуд б-р         | - Эдди Кантор - Дэвид Кэррадайн - Джоан Колфилд - Нэт Кинг Коул - Перри Комо - Билл Косби - Бродерик Кроуфорд - Андреа Кинг - Брайан Крэнстон - Уолтер Кёниг |
| Ричард Карлсон     | 6333 Голливуд б-р         | - Эдди Кантор - Дэвид Кэррадайн - Джоан Колфилд - Нэт Кинг Коул - Перри Комо - Билл Косби - Бродерик Кроуфорд - Андреа Кинг - Брайан Крэнстон - Уолтер Кёниг |
| Хоги Кармайкл      | 1720 Вайн стрит           | - Эдди Кантор - Дэвид Кэррадайн - Джоан Колфилд - Нэт Кинг Коул - Перри Комо - Билл Косби - Бродерик Кроуфорд - Андреа Кинг - Брайан Крэнстон - Уолтер Кёниг |
| Арт Карни          | 6627 Голливуд б-р         | - Эдди Кантор - Дэвид Кэррадайн - Джоан Колфилд - Нэт Кинг Коул - Перри Комо - Билл Косби - Бродерик Кроуфорд - Андреа Кинг - Брайан Крэнстон - Уолтер Кёниг |
| Лео Каррильо       | 1517 Голливуд б-р         | - Эдди Кантор - Дэвид Кэррадайн - Джоан Колфилд - Нэт Кинг Коул - Перри Комо - Билл Косби - Бродерик Кроуфорд - Андреа Кинг - Брайан Крэнстон - Уолтер Кёниг |
| Джек Карсон        | 1560 Вайн стрит           | - Эдди Кантор - Дэвид Кэррадайн - Джоан Колфилд - Нэт Кинг Коул - Перри Комо - Билл Косби - Бродерик Кроуфорд - Андреа Кинг - Брайан Крэнстон - Уолтер Кёниг |
| Джонни Карсон      | 1751 Вайн стрит           | - Эдди Кантор - Дэвид Кэррадайн - Джоан Колфилд - Нэт Кинг Коул - Перри Комо - Билл Косби - Бродерик Кроуфорд - Андреа Кинг - Брайан Крэнстон - Уолтер Кёниг |
| Джинни Карсон      | 1560 Вайн стрит           | - Эдди Кантор - Дэвид Кэррадайн - Джоан Колфилд - Нэт Кинг Коул - Перри Комо - Билл Косби - Бродерик Кроуфорд - Андреа Кинг - Брайан Крэнстон - Уолтер Кёниг |
| Линда Картер       | 6562 Голливуд б-р         | - Эдди Кантор - Дэвид Кэррадайн - Джоан Колфилд - Нэт Кинг Коул - Перри Комо - Билл Косби - Бродерик Кроуфорд - Андреа Кинг - Брайан Крэнстон - Уолтер Кёниг |
| Пегги Кастл        | 6266 Голливуд б-р         | - Эдди Кантор - Дэвид Кэррадайн - Джоан Колфилд - Нэт Кинг Коул - Перри Комо - Билл Косби - Бродерик Кроуфорд - Андреа Кинг - Брайан Крэнстон - Уолтер Кёниг |
| Энди Кауфман       | 1541 Вайн стрит           | - Эдди Кантор - Дэвид Кэррадайн - Джоан Колфилд - Нэт Кинг Коул - Перри Комо - Билл Косби - Бродерик Кроуфорд - Андреа Кинг - Брайан Крэнстон - Уолтер Кёниг |
| Джером Кауэн       | 6251 Голливуд б-р         | - Эдди Кантор - Дэвид Кэррадайн - Джоан Колфилд - Нэт Кинг Коул - Перри Комо - Билл Косби - Бродерик Кроуфорд - Андреа Кинг - Брайан Крэнстон - Уолтер Кёниг |
| Артур Кеннеди      | 1620 Вайн стрит           | - Эдди Кантор - Дэвид Кэррадайн - Джоан Колфилд - Нэт Кинг Коул - Перри Комо - Билл Косби - Бродерик Кроуфорд - Андреа Кинг - Брайан Крэнстон - Уолтер Кёниг |
| Стивен Кеннел      | 7000 Голливуд б-р         | - Эдди Кантор - Дэвид Кэррадайн - Джоан Колфилд - Нэт Кинг Коул - Перри Комо - Билл Косби - Бродерик Кроуфорд - Андреа Кинг - Брайан Крэнстон - Уолтер Кёниг |
| Лягушонок Кермит   | 6801 Голливуд б-р         | - Эдди Кантор - Дэвид Кэррадайн - Джоан Колфилд - Нэт Кинг Коул - Перри Комо - Билл Косби - Бродерик Кроуфорд - Андреа Кинг - Брайан Крэнстон - Уолтер Кёниг |
| Уолтер Кёниг       | 6679 Голливуд б-р         | - Эдди Кантор - Дэвид Кэррадайн - Джоан Колфилд - Нэт Кинг Коул - Перри Комо - Билл Косби - Бродерик Кроуфорд - Андреа Кинг - Брайан Крэнстон - Уолтер Кёниг |
| Дороти Килгэллен   | 6780 Голливуд б-р         | - Эдди Кантор - Дэвид Кэррадайн - Джоан Колфилд - Нэт Кинг Коул - Перри Комо - Билл Косби - Бродерик Кроуфорд - Андреа Кинг - Брайан Крэнстон - Уолтер Кёниг |
| Джимми Киммел      | 6840 Голливуд б-р         | - Эдди Кантор - Дэвид Кэррадайн - Джоан Колфилд - Нэт Кинг Коул - Перри Комо - Билл Косби - Бродерик Кроуфорд - Андреа Кинг - Брайан Крэнстон - Уолтер Кёниг |
| Андреа Кинг        | 1547 Вайн стрит           | - Эдди Кантор - Дэвид Кэррадайн - Джоан Колфилд - Нэт Кинг Коул - Перри Комо - Билл Косби - Бродерик Кроуфорд - Андреа Кинг - Брайан Крэнстон - Уолтер Кёниг |
| Ларри Кинг         | 6616 Голливуд б-р         | - Эдди Кантор - Дэвид Кэррадайн - Джоан Колфилд - Нэт Кинг Коул - Перри Комо - Билл Косби - Бродерик Кроуфорд - Андреа Кинг - Брайан Крэнстон - Уолтер Кёниг |
| Пегги Кинг         | 6563 Голливуд б-р         | - Эдди Кантор - Дэвид Кэррадайн - Джоан Колфилд - Нэт Кинг Коул - Перри Комо - Билл Косби - Бродерик Кроуфорд - Андреа Кинг - Брайан Крэнстон - Уолтер Кёниг |
| Джо Кирквуд мл.    | 1632 Вайн стрит           | - Эдди Кантор - Дэвид Кэррадайн - Джоан Колфилд - Нэт Кинг Коул - Перри Комо - Билл Косби - Бродерик Кроуфорд - Андреа Кинг - Брайан Крэнстон - Уолтер Кёниг |
| Брайан Кит         | 7021 Голливуд б-р         | - Эдди Кантор - Дэвид Кэррадайн - Джоан Колфилд - Нэт Кинг Коул - Перри Комо - Билл Косби - Бродерик Кроуфорд - Андреа Кинг - Брайан Крэнстон - Уолтер Кёниг |
| Бастер Китон       | 6321 Голливуд б-р         | - Эдди Кантор - Дэвид Кэррадайн - Джоан Колфилд - Нэт Кинг Коул - Перри Комо - Билл Косби - Бродерик Кроуфорд - Андреа Кинг - Брайан Крэнстон - Уолтер Кёниг |
| Стейси Кич         | 1628 Вайн стрит           | - Эдди Кантор - Дэвид Кэррадайн - Джоан Колфилд - Нэт Кинг Коул - Перри Комо - Билл Косби - Бродерик Кроуфорд - Андреа Кинг - Брайан Крэнстон - Уолтер Кёниг |
| Роберт Кишен       | 1500 Вайн стрит           | - Эдди Кантор - Дэвид Кэррадайн - Джоан Колфилд - Нэт Кинг Коул - Перри Комо - Билл Косби - Бродерик Кроуфорд - Андреа Кинг - Брайан Крэнстон - Уолтер Кёниг |
| Джек Клагмен       | 6555 Голливуд б-р         | - Эдди Кантор - Дэвид Кэррадайн - Джоан Колфилд - Нэт Кинг Коул - Перри Комо - Билл Косби - Бродерик Кроуфорд - Андреа Кинг - Брайан Крэнстон - Уолтер Кёниг |
| Дэйн Кларк         | 6906 Голливуд б-р         | - Эдди Кантор - Дэвид Кэррадайн - Джоан Колфилд - Нэт Кинг Коул - Перри Комо - Билл Косби - Бродерик Кроуфорд - Андреа Кинг - Брайан Крэнстон - Уолтер Кёниг |
| Дик Кларк          | Сансет & Вайн стрит       | - Эдди Кантор - Дэвид Кэррадайн - Джоан Колфилд - Нэт Кинг Коул - Перри Комо - Билл Косби - Бродерик Кроуфорд - Андреа Кинг - Брайан Крэнстон - Уолтер Кёниг |
| Рой Кларк          | 6922 Голливуд б-р         | - Эдди Кантор - Дэвид Кэррадайн - Джоан Колфилд - Нэт Кинг Коул - Перри Комо - Билл Косби - Бродерик Кроуфорд - Андреа Кинг - Брайан Крэнстон - Уолтер Кёниг |
| Фред Кларк         | 1711 Вайн стрит           | - Эдди Кантор - Дэвид Кэррадайн - Джоан Колфилд - Нэт Кинг Коул - Перри Комо - Билл Косби - Бродерик Кроуфорд - Андреа Кинг - Брайан Крэнстон - Уолтер Кёниг |
| Джен Клейтон       | 6200 Голливуд б-р         | - Эдди Кантор - Дэвид Кэррадайн - Джоан Колфилд - Нэт Кинг Коул - Перри Комо - Билл Косби - Бродерик Кроуфорд - Андреа Кинг - Брайан Крэнстон - Уолтер Кёниг |
| Пегги Кнудсен      | 6262 Голливуд б-р         | - Эдди Кантор - Дэвид Кэррадайн - Джоан Колфилд - Нэт Кинг Коул - Перри Комо - Билл Косби - Бродерик Кроуфорд - Андреа Кинг - Брайан Крэнстон - Уолтер Кёниг |
| Эрни Ковач         | 6307 Голливуд б-р         | - Эдди Кантор - Дэвид Кэррадайн - Джоан Колфилд - Нэт Кинг Коул - Перри Комо - Билл Косби - Бродерик Кроуфорд - Андреа Кинг - Брайан Крэнстон - Уолтер Кёниг |
| Имоджен Кока       | 6256 Голливуд б-р         | - Эдди Кантор - Дэвид Кэррадайн - Джоан Колфилд - Нэт Кинг Коул - Перри Комо - Билл Косби - Бродерик Кроуфорд - Андреа Кинг - Брайан Крэнстон - Уолтер Кёниг |
| Кортни Кокс        | 6284 Голливуд б-р         | - Эдди Кантор - Дэвид Кэррадайн - Джоан Колфилд - Нэт Кинг Коул - Перри Комо - Билл Косби - Бродерик Кроуфорд - Андреа Кинг - Брайан Крэнстон - Уолтер Кёниг |
| Уолли Кокс         | 6385 Голливуд б-р         | - Эдди Кантор - Дэвид Кэррадайн - Джоан Колфилд - Нэт Кинг Коул - Перри Комо - Билл Косби - Бродерик Кроуфорд - Андреа Кинг - Брайан Крэнстон - Уолтер Кёниг |
| Гэри Коллинз       | 6922 Голливуд б-р         | - Эдди Кантор - Дэвид Кэррадайн - Джоан Колфилд - Нэт Кинг Коул - Перри Комо - Билл Косби - Бродерик Кроуфорд - Андреа Кинг - Брайан Крэнстон - Уолтер Кёниг |
| Джоан Коллинз      | 6901 Голливуд б-р         | - Эдди Кантор - Дэвид Кэррадайн - Джоан Колфилд - Нэт Кинг Коул - Перри Комо - Билл Косби - Бродерик Кроуфорд - Андреа Кинг - Брайан Крэнстон - Уолтер Кёниг |
| Майкл Коллинз      | Голливуд б-р & Вайн стрит | - Эдди Кантор - Дэвид Кэррадайн - Джоан Колфилд - Нэт Кинг Коул - Перри Комо - Билл Косби - Бродерик Кроуфорд - Андреа Кинг - Брайан Крэнстон - Уолтер Кёниг |
| Рональд Колман     | 1623 Вайн стрит           | - Эдди Кантор - Дэвид Кэррадайн - Джоан Колфилд - Нэт Кинг Коул - Перри Комо - Билл Косби - Бродерик Кроуфорд - Андреа Кинг - Брайан Крэнстон - Уолтер Кёниг |
| Джоан Колфилд      | 1500 Вайн стрит           | - Эдди Кантор - Дэвид Кэррадайн - Джоан Колфилд - Нэт Кинг Коул - Перри Комо - Билл Косби - Бродерик Кроуфорд - Андреа Кинг - Брайан Крэнстон - Уолтер Кёниг |
| Перри Комо         | 6376 Голливуд б-р         | - Эдди Кантор - Дэвид Кэррадайн - Джоан Колфилд - Нэт Кинг Коул - Перри Комо - Билл Косби - Бродерик Кроуфорд - Андреа Кинг - Брайан Крэнстон - Уолтер Кёниг |
| Чак Коннорс        | 6838 Голливуд б-р         | - Эдди Кантор - Дэвид Кэррадайн - Джоан Колфилд - Нэт Кинг Коул - Перри Комо - Билл Косби - Бродерик Кроуфорд - Андреа Кинг - Брайан Крэнстон - Уолтер Кёниг |
| Ганс Конрид        | 6664 Голливуд б-р         | - Эдди Кантор - Дэвид Кэррадайн - Джоан Колфилд - Нэт Кинг Коул - Перри Комо - Билл Косби - Бродерик Кроуфорд - Андреа Кинг - Брайан Крэнстон - Уолтер Кёниг |
| Джон Конте         | 6119 Голливуд б-р         | - Эдди Кантор - Дэвид Кэррадайн - Джоан Колфилд - Нэт Кинг Коул - Перри Комо - Билл Косби - Бродерик Кроуфорд - Андреа Кинг - Брайан Крэнстон - Уолтер Кёниг |
| Тим Конуэй         | 6740 Голливуд б-р         | - Эдди Кантор - Дэвид Кэррадайн - Джоан Колфилд - Нэт Кинг Коул - Перри Комо - Билл Косби - Бродерик Кроуфорд - Андреа Кинг - Брайан Крэнстон - Уолтер Кёниг |
| Том Конуэй         | 1617 Вайн стрит           | - Эдди Кантор - Дэвид Кэррадайн - Джоан Колфилд - Нэт Кинг Коул - Перри Комо - Билл Косби - Бродерик Кроуфорд - Андреа Кинг - Брайан Крэнстон - Уолтер Кёниг |
| Кен Кордей         | 6201 Голливуд б-р         | - Эдди Кантор - Дэвид Кэррадайн - Джоан Колфилд - Нэт Кинг Коул - Перри Комо - Билл Косби - Бродерик Кроуфорд - Андреа Кинг - Брайан Крэнстон - Уолтер Кёниг |
| Уэнделл Кори       | 6328 Голливуд б-р         | - Эдди Кантор - Дэвид Кэррадайн - Джоан Колфилд - Нэт Кинг Коул - Перри Комо - Билл Косби - Бродерик Кроуфорд - Андреа Кинг - Брайан Крэнстон - Уолтер Кёниг |
| Дон Корнелиус      | 7080 Голливуд б-р         | - Эдди Кантор - Дэвид Кэррадайн - Джоан Колфилд - Нэт Кинг Коул - Перри Комо - Билл Косби - Бродерик Кроуфорд - Андреа Кинг - Брайан Крэнстон - Уолтер Кёниг |
| Билл Косби         | 6930 Голливуд б-р         | - Эдди Кантор - Дэвид Кэррадайн - Джоан Колфилд - Нэт Кинг Коул - Перри Комо - Билл Косби - Бродерик Кроуфорд - Андреа Кинг - Брайан Крэнстон - Уолтер Кёниг |
| Пьер Коссетте      | 6233 Голливуд б-р         | - Эдди Кантор - Дэвид Кэррадайн - Джоан Колфилд - Нэт Кинг Коул - Перри Комо - Билл Косби - Бродерик Кроуфорд - Андреа Кинг - Брайан Крэнстон - Уолтер Кёниг |
| Лу Костелло        | 6276 Голливуд б-р         | - Эдди Кантор - Дэвид Кэррадайн - Джоан Колфилд - Нэт Кинг Коул - Перри Комо - Билл Косби - Бродерик Кроуфорд - Андреа Кинг - Брайан Крэнстон - Уолтер Кёниг |
| Айрон Айс Коуди    | 6655 Голливуд б-р         | - Эдди Кантор - Дэвид Кэррадайн - Джоан Колфилд - Нэт Кинг Коул - Перри Комо - Билл Косби - Бродерик Кроуфорд - Андреа Кинг - Брайан Крэнстон - Уолтер Кёниг |
| Нэт Кинг Коул      | 6229 Голливуд б-р         | - Эдди Кантор - Дэвид Кэррадайн - Джоан Колфилд - Нэт Кинг Коул - Перри Комо - Билл Косби - Бродерик Кроуфорд - Андреа Кинг - Брайан Крэнстон - Уолтер Кёниг |
| Дэбни Коулмен      | 6141 Голливуд б-р         | - Эдди Кантор - Дэвид Кэррадайн - Джоан Колфилд - Нэт Кинг Коул - Перри Комо - Билл Косби - Бродерик Кроуфорд - Андреа Кинг - Брайан Крэнстон - Уолтер Кёниг |
| Саймон Коуэлл      | 6801 Голливуд б-р         | - Эдди Кантор - Дэвид Кэррадайн - Джоан Колфилд - Нэт Кинг Коул - Перри Комо - Билл Косби - Бродерик Кроуфорд - Андреа Кинг - Брайан Крэнстон - Уолтер Кёниг |
| Энди Коэн          | 6652 Голливуд б-р         | - Эдди Кантор - Дэвид Кэррадайн - Джоан Колфилд - Нэт Кинг Коул - Перри Комо - Билл Косби - Бродерик Кроуфорд - Андреа Кинг - Брайан Крэнстон - Уолтер Кёниг |
| Бастер Краббе      | 6901 Голливуд б-р         | - Эдди Кантор - Дэвид Кэррадайн - Джоан Колфилд - Нэт Кинг Коул - Перри Комо - Билл Косби - Бродерик Кроуфорд - Андреа Кинг - Брайан Крэнстон - Уолтер Кёниг |
| Джон Крайер        | 6922 Голливуд б-р         | - Эдди Кантор - Дэвид Кэррадайн - Джоан Колфилд - Нэт Кинг Коул - Перри Комо - Билл Косби - Бродерик Кроуфорд - Андреа Кинг - Брайан Крэнстон - Уолтер Кёниг |
| Боб Кросби         | 6252 Голливуд б-р         | - Эдди Кантор - Дэвид Кэррадайн - Джоан Колфилд - Нэт Кинг Коул - Перри Комо - Билл Косби - Бродерик Кроуфорд - Андреа Кинг - Брайан Крэнстон - Уолтер Кёниг |
| Норм Кросби        | 6560 Голливуд б-р         | - Эдди Кантор - Дэвид Кэррадайн - Джоан Колфилд - Нэт Кинг Коул - Перри Комо - Билл Косби - Бродерик Кроуфорд - Андреа Кинг - Брайан Крэнстон - Уолтер Кёниг |
| Сид и Марти Кроффт | 6201 Голливуд б-р         | - Эдди Кантор - Дэвид Кэррадайн - Джоан Колфилд - Нэт Кинг Коул - Перри Комо - Билл Косби - Бродерик Кроуфорд - Андреа Кинг - Брайан Крэнстон - Уолтер Кёниг |
| Бродерик Кроуфорд  | 6736 Голливуд б-р         | - Эдди Кантор - Дэвид Кэррадайн - Джоан Колфилд - Нэт Кинг Коул - Перри Комо - Билл Косби - Бродерик Кроуфорд - Андреа Кинг - Брайан Крэнстон - Уолтер Кёниг |
| Брайан Крэнстон    | 1717 Вайн стрит           | - Эдди Кантор - Дэвид Кэррадайн - Джоан Колфилд - Нэт Кинг Коул - Перри Комо - Билл Косби - Бродерик Кроуфорд - Андреа Кинг - Брайан Крэнстон - Уолтер Кёниг |
| Отто Крюгер        | 6331 Голливуд б-р         | - Эдди Кантор - Дэвид Кэррадайн - Джоан Колфилд - Нэт Кинг Коул - Перри Комо - Билл Косби - Бродерик Кроуфорд - Андреа Кинг - Брайан Крэнстон - Уолтер Кёниг |
| Терри Крюс         | 6201 Голливуд б-р         | - Эдди Кантор - Дэвид Кэррадайн - Джоан Колфилд - Нэт Кинг Коул - Перри Комо - Билл Косби - Бродерик Кроуфорд - Андреа Кинг - Брайан Крэнстон - Уолтер Кёниг |
| Шавье Кугат        | 1500 Вайн стрит           | - Эдди Кантор - Дэвид Кэррадайн - Джоан Колфилд - Нэт Кинг Коул - Перри Комо - Билл Косби - Бродерик Кроуфорд - Андреа Кинг - Брайан Крэнстон - Уолтер Кёниг |
| Элистер Кук        | 1651 Вайн стрит           | - Эдди Кантор - Дэвид Кэррадайн - Джоан Колфилд - Нэт Кинг Коул - Перри Комо - Билл Косби - Бродерик Кроуфорд - Андреа Кинг - Брайан Крэнстон - Уолтер Кёниг |
| Кейли Куоко        | 6621 Голливуд б-р         | - Эдди Кантор - Дэвид Кэррадайн - Джоан Колфилд - Нэт Кинг Коул - Перри Комо - Билл Косби - Бродерик Кроуфорд - Андреа Кинг - Брайан Крэнстон - Уолтер Кёниг |
| Джинн Купер        | 1777 Вайн стрит           | - Эдди Кантор - Дэвид Кэррадайн - Джоан Колфилд - Нэт Кинг Коул - Перри Комо - Билл Косби - Бродерик Кроуфорд - Андреа Кинг - Брайан Крэнстон - Уолтер Кёниг |
| Сэмми Кэй          | 6419 Голливуд б-р         | - Эдди Кантор - Дэвид Кэррадайн - Джоан Колфилд - Нэт Кинг Коул - Перри Комо - Билл Косби - Бродерик Кроуфорд - Андреа Кинг - Брайан Крэнстон - Уолтер Кёниг |
| Рори Кэлхун        | 1752 Вайн стрит           | - Эдди Кантор - Дэвид Кэррадайн - Джоан Колфилд - Нэт Кинг Коул - Перри Комо - Билл Косби - Бродерик Кроуфорд - Андреа Кинг - Брайан Крэнстон - Уолтер Кёниг |
| Дэвид Кэррадайн    | 7021 Голливуд б-р         | - Эдди Кантор - Дэвид Кэррадайн - Джоан Колфилд - Нэт Кинг Коул - Перри Комо - Билл Косби - Бродерик Кроуфорд - Андреа Кинг - Брайан Крэнстон - Уолтер Кёниг |
| Дрю Кэри           | 6664 Голливуд б-р         | - Эдди Кантор - Дэвид Кэррадайн - Джоан Колфилд - Нэт Кинг Коул - Перри Комо - Билл Косби - Бродерик Кроуфорд - Андреа Кинг - Брайан Крэнстон - Уолтер Кёниг |
| Макдональд Кэри    | 6536 Голливуд б-р         | - Эдди Кантор - Дэвид Кэррадайн - Джоан Колфилд - Нэт Кинг Коул - Перри Комо - Билл Косби - Бродерик Кроуфорд - Андреа Кинг - Брайан Крэнстон - Уолтер Кёниг |
| Гарри Кэри-мл.     | 6363 Вайн стрит           | - Эдди Кантор - Дэвид Кэррадайн - Джоан Колфилд - Нэт Кинг Коул - Перри Комо - Билл Косби - Бродерик Кроуфорд - Андреа Кинг - Брайан Крэнстон - Уолтер Кёниг |
| Сид Кэссид         | 7080 Голливуд б-р         | - Эдди Кантор - Дэвид Кэррадайн - Джоан Колфилд - Нэт Кинг Коул - Перри Комо - Билл Косби - Бродерик Кроуфорд - Андреа Кинг - Брайан Крэнстон - Уолтер Кёниг |

### Л
| Имя, Фамилия       | Адрес звезды      | Фотографии некоторых лауреатов                                                      |
| ------------------ | ----------------- | ----------------------------------------------------------------------------------- |
| Фрэнк Лавджой      | 6325 Голливуд б-р | - Джек Лалэйн - Майкл Лэндон - Джоан Лесли - Джей Лено - Джон Литгоу - Сьюзан Луччи |
| Аллен Ладден       | 6743 Голливуд б-р | - Джек Лалэйн - Майкл Лэндон - Джоан Лесли - Джей Лено - Джон Литгоу - Сьюзан Луччи |
| Джек Лалэйн        | 7000 Голливуд б-р | - Джек Лалэйн - Майкл Лэндон - Джоан Лесли - Джей Лено - Джон Литгоу - Сьюзан Луччи |
| Джулиус Ла Роса    | 6290 Голливуд б-р | - Джек Лалэйн - Майкл Лэндон - Джоан Лесли - Джей Лено - Джон Литгоу - Сьюзан Луччи |
| Глен А. Ларсон     | 6673 Голливуд б-р | - Джек Лалэйн - Майкл Лэндон - Джоан Лесли - Джей Лено - Джон Литгоу - Сьюзан Луччи |
| Юджин Леви         | 7080 Голливуд б-р | - Джек Лалэйн - Майкл Лэндон - Джоан Лесли - Джей Лено - Джон Литгоу - Сьюзан Луччи |
| Билл Лейден        | 6136 Голливуд б-р | - Джек Лалэйн - Майкл Лэндон - Джоан Лесли - Джей Лено - Джон Литгоу - Сьюзан Луччи |
| Джей Лено          | 6780 Голливуд б-р | - Джек Лалэйн - Майкл Лэндон - Джоан Лесли - Джей Лено - Джон Литгоу - Сьюзан Луччи |
| Джек Лескули       | 6500 Голливуд б-р | - Джек Лалэйн - Майкл Лэндон - Джоан Лесли - Джей Лено - Джон Литгоу - Сьюзан Луччи |
| Джоан Лесли        | 1560 Вайн стрит   | - Джек Лалэйн - Майкл Лэндон - Джоан Лесли - Джей Лено - Джон Литгоу - Сьюзан Луччи |
| Мишель Ли          | 6363 Голливуд б-р | - Джек Лалэйн - Майкл Лэндон - Джоан Лесли - Джей Лено - Джон Литгоу - Сьюзан Луччи |
| Пинки Ли           | 6201 Голливуд б-р | - Джек Лалэйн - Майкл Лэндон - Джоан Лесли - Джей Лено - Джон Литгоу - Сьюзан Луччи |
| Либераче           | 6739 Голливуд б-р | - Джек Лалэйн - Майкл Лэндон - Джоан Лесли - Джей Лено - Джон Литгоу - Сьюзан Луччи |
| Кейт Линдер        | 7021 Голливуд б-р | - Джек Лалэйн - Майкл Лэндон - Джоан Лесли - Джей Лено - Джон Литгоу - Сьюзан Луччи |
| Арт Линклеттер     | 1560 Вайн стрит   | - Джек Лалэйн - Майкл Лэндон - Джоан Лесли - Джей Лено - Джон Литгоу - Сьюзан Луччи |
| Диана Линн         | 6350 Голливуд б-р | - Джек Лалэйн - Майкл Лэндон - Джоан Лесли - Джей Лено - Джон Литгоу - Сьюзан Луччи |
| Лора Линни         | 6533 Голливуд б-р | - Джек Лалэйн - Майкл Лэндон - Джоан Лесли - Джей Лено - Джон Литгоу - Сьюзан Луччи |
| Джейн Линч         | 6640 Голливуд б-р | - Джек Лалэйн - Майкл Лэндон - Джоан Лесли - Джей Лено - Джон Литгоу - Сьюзан Луччи |
| Норман Лир         | 6615 Голливуд б-р | - Джек Лалэйн - Майкл Лэндон - Джоан Лесли - Джей Лено - Джон Литгоу - Сьюзан Луччи |
| Найджел Литго      | 6258 Голливуд б-р | - Джек Лалэйн - Майкл Лэндон - Джоан Лесли - Джей Лено - Джон Литгоу - Сьюзан Луччи |
| Джон Литгоу        | 6666 Голливуд б-р | - Джек Лалэйн - Майкл Лэндон - Джоан Лесли - Джей Лено - Джон Литгоу - Сьюзан Луччи |
| Рич Литтл          | 6372 Голливуд б-р | - Джек Лалэйн - Майкл Лэндон - Джоан Лесли - Джей Лено - Джон Литгоу - Сьюзан Луччи |
| Клорис Личмен      | 6435 Голливуд б-р | - Джек Лалэйн - Майкл Лэндон - Джоан Лесли - Джей Лено - Джон Литгоу - Сьюзан Луччи |
| Джин Локхарт       | 6681 Голливуд б-р | - Джек Лалэйн - Майкл Лэндон - Джоан Лесли - Джей Лено - Джон Литгоу - Сьюзан Луччи |
| Джун Локхарт       | 6362 Голливуд б-р | - Джек Лалэйн - Майкл Лэндон - Джоан Лесли - Джей Лено - Джон Литгоу - Сьюзан Луччи |
| Гай Ломбардо       | 6353 Голливуд б-р | - Джек Лалэйн - Майкл Лэндон - Джоан Лесли - Джей Лено - Джон Литгоу - Сьюзан Луччи |
| Ева Лонгория       | 6906 Голливуд б-р | - Джек Лалэйн - Майкл Лэндон - Джоан Лесли - Джей Лено - Джон Литгоу - Сьюзан Луччи |
| Джордж Лопез       | 6801 Голливуд б-р | - Джек Лалэйн - Майкл Лэндон - Джоан Лесли - Джей Лено - Джон Литгоу - Сьюзан Луччи |
| Марио Лопес        | 6930 Голливуд б-р | - Джек Лалэйн - Майкл Лэндон - Джоан Лесли - Джей Лено - Джон Литгоу - Сьюзан Луччи |
| Марджори Лорд      | 6317 Голливуд б-р | - Джек Лалэйн - Майкл Лэндон - Джоан Лесли - Джей Лено - Джон Литгоу - Сьюзан Луччи |
| Хью Лори           | 6712 Голливуд б-р | - Джек Лалэйн - Майкл Лэндон - Джоан Лесли - Джей Лено - Джон Литгоу - Сьюзан Луччи |
| Чак Лорри          | 7021 Голливуд б-р | - Джек Лалэйн - Майкл Лэндон - Джоан Лесли - Джей Лено - Джон Литгоу - Сьюзан Луччи |
| Барбара Лоуренс    | 1735 Вайн стрит   | - Джек Лалэйн - Майкл Лэндон - Джоан Лесли - Джей Лено - Джон Литгоу - Сьюзан Луччи |
| Мартин Лоуренс     | 6617 Голливуд б-р | - Джек Лалэйн - Майкл Лэндон - Джоан Лесли - Джей Лено - Джон Литгоу - Сьюзан Луччи |
| Питер Лоуфорд      | 6922 Голливуд б-р | - Джек Лалэйн - Майкл Лэндон - Джоан Лесли - Джей Лено - Джон Литгоу - Сьюзан Луччи |
| Роб Лоу            | 6667 Голливуд б-р | - Джек Лалэйн - Майкл Лэндон - Джоан Лесли - Джей Лено - Джон Литгоу - Сьюзан Луччи |
| Эдмунд Лоу         | 6601 Голливуд б-р | - Джек Лалэйн - Майкл Лэндон - Джоан Лесли - Джей Лено - Джон Литгоу - Сьюзан Луччи |
| Джулия Луи-Дрейфус | 6250 Голливуд б-р | - Джек Лалэйн - Майкл Лэндон - Джоан Лесли - Джей Лено - Джон Литгоу - Сьюзан Луччи |
| Умберто Луна       | 6776 Голливуд б-р | - Джек Лалэйн - Майкл Лэндон - Джоан Лесли - Джей Лено - Джон Литгоу - Сьюзан Луччи |
| Ида Лупино         | 1724 Вайн стрит   | - Джек Лалэйн - Майкл Лэндон - Джоан Лесли - Джей Лено - Джон Литгоу - Сьюзан Луччи |
| Джон Луптон        | 1713 Вайн стрит   | - Джек Лалэйн - Майкл Лэндон - Джоан Лесли - Джей Лено - Джон Литгоу - Сьюзан Луччи |
| Сьюзан Луччи       | 6801 Голливуд б-р | - Джек Лалэйн - Майкл Лэндон - Джоан Лесли - Джей Лено - Джон Литгоу - Сьюзан Луччи |
| Люси Лью           | 1708 Вайн стрит   | - Джек Лалэйн - Майкл Лэндон - Джоан Лесли - Джей Лено - Джон Литгоу - Сьюзан Луччи |
| Дженифер Льюис     | 6284 Голливуд б-р | - Джек Лалэйн - Майкл Лэндон - Джоан Лесли - Джей Лено - Джон Литгоу - Сьюзан Луччи |
| Джерри Льюис       | 6150 Голливуд б-р | - Джек Лалэйн - Майкл Лэндон - Джоан Лесли - Джей Лено - Джон Литгоу - Сьюзан Луччи |
| Роберт К. Льюис    | 1709 Вайн стрит   | - Джек Лалэйн - Майкл Лэндон - Джоан Лесли - Джей Лено - Джон Литгоу - Сьюзан Луччи |
| Шари Льюис         | 6743 Голливуд б-р | - Джек Лалэйн - Майкл Лэндон - Джоан Лесли - Джей Лено - Джон Литгоу - Сьюзан Луччи |
| Дик Лэйн           | 6317 Голливуд б-р | - Джек Лалэйн - Майкл Лэндон - Джоан Лесли - Джей Лено - Джон Литгоу - Сьюзан Луччи |
| Фрэнки Лэйн        | 1645 Вайн стрит   | - Джек Лалэйн - Майкл Лэндон - Джоан Лесли - Джей Лено - Джон Литгоу - Сьюзан Луччи |
| Эббе Лэйн          | 6385 Голливуд б-р | - Джек Лалэйн - Майкл Лэндон - Джоан Лесли - Джей Лено - Джон Литгоу - Сьюзан Луччи |
| Джон Лэнгли        | 6667 Голливуд б-р | - Джек Лалэйн - Майкл Лэндон - Джоан Лесли - Джей Лено - Джон Литгоу - Сьюзан Луччи |
| Майкл Лэндон       | 1500 Вайн стрит   | - Джек Лалэйн - Майкл Лэндон - Джоан Лесли - Джей Лено - Джон Литгоу - Сьюзан Луччи |
| Клаус Лэндсберг    | 1500 Вайн стрит   | - Джек Лалэйн - Майкл Лэндон - Джоан Лесли - Джей Лено - Джон Литгоу - Сьюзан Луччи |
| Анджела Лэнсбери   | 6259 Голливуд б-р | - Джек Лалэйн - Майкл Лэндон - Джоан Лесли - Джей Лено - Джон Литгоу - Сьюзан Луччи |
| Джои Лэнсинг       | 6259 Голливуд б-р | - Джек Лалэйн - Майкл Лэндон - Джоан Лесли - Джей Лено - Джон Литгоу - Сьюзан Луччи |
| The Lennon Sisters | 1500 Вайн стрит   | - Джек Лалэйн - Майкл Лэндон - Джоан Лесли - Джей Лено - Джон Литгоу - Сьюзан Луччи |

### М
| Имя, Фамилия         | Адрес звезды      | Фотографии некоторых лауреатов                                                                                    |
| -------------------- | ----------------- | --- |
| Лорн Майклз          | 6627 Голливуд б-р | - Бартон МакЛэйн - Хоуи Мэндел - Дин Мартин - Вирджиния Мейо - Мерседес Маккэмбридж - Клэйтон Мур - Дебра Мессинг |
| Эл Майклс            | 6633 Голливуд б-р | - Бартон МакЛэйн - Хоуи Мэндел - Дин Мартин - Вирджиния Мейо - Мерседес Маккэмбридж - Клэйтон Мур - Дебра Мессинг |
| Вера Майлз           | 1652 Вайн стрит   | - Бартон МакЛэйн - Хоуи Мэндел - Дин Мартин - Вирджиния Мейо - Мерседес Маккэмбридж - Клэйтон Мур - Дебра Мессинг |
| Вирджиния Мейо       | 1751 Вайн стрит   | - Бартон МакЛэйн - Хоуи Мэндел - Дин Мартин - Вирджиния Мейо - Мерседес Маккэмбридж - Клэйтон Мур - Дебра Мессинг |
| Тед Мак              | 6300 Голливуд б-р | - Бартон МакЛэйн - Хоуи Мэндел - Дин Мартин - Вирджиния Мейо - Мерседес Маккэмбридж - Клэйтон Мур - Дебра Мессинг |
| Фил Макгроу          | 6201 Голливуд б-р | - Бартон МакЛэйн - Хоуи Мэндел - Дин Мартин - Вирджиния Мейо - Мерседес Маккэмбридж - Клэйтон Мур - Дебра Мессинг |
| Чарльз Макгроу       | 6927 Голливуд б-р | - Бартон МакЛэйн - Хоуи Мэндел - Дин Мартин - Вирджиния Мейо - Мерседес Маккэмбридж - Клэйтон Мур - Дебра Мессинг |
| Родди Макдауэлл      | 6632 Голливуд б-р | - Бартон МакЛэйн - Хоуи Мэндел - Дин Мартин - Вирджиния Мейо - Мерседес Маккэмбридж - Клэйтон Мур - Дебра Мессинг |
| Айриш Маккалла       | 1720 Вайн стрит   | - Бартон МакЛэйн - Хоуи Мэндел - Дин Мартин - Вирджиния Мейо - Мерседес Маккэмбридж - Клэйтон Мур - Дебра Мессинг |
| Жизель Маккензи      | 1601 Вайн стрит   | - Бартон МакЛэйн - Хоуи Мэндел - Дин Мартин - Вирджиния Мейо - Мерседес Маккэмбридж - Клэйтон Мур - Дебра Мессинг |
| Даг Макклёр          | 7065 Голливуд б-р | - Бартон МакЛэйн - Хоуи Мэндел - Дин Мартин - Вирджиния Мейо - Мерседес Маккэмбридж - Клэйтон Мур - Дебра Мессинг |
| Эрик Маккормак       | 6201 Голливуд б-р | - Бартон МакЛэйн - Хоуи Мэндел - Дин Мартин - Вирджиния Мейо - Мерседес Маккэмбридж - Клэйтон Мур - Дебра Мессинг |
| Ларри Маккормик      | 6420 Голливуд б-р | - Бартон МакЛэйн - Хоуи Мэндел - Дин Мартин - Вирджиния Мейо - Мерседес Маккэмбридж - Клэйтон Мур - Дебра Мессинг |
| Текс Маккрэри        | 1628 Вайн стрит   | - Бартон МакЛэйн - Хоуи Мэндел - Дин Мартин - Вирджиния Мейо - Мерседес Маккэмбридж - Клэйтон Мур - Дебра Мессинг |
| Мерседес Маккэмбридж | 6243 Голливуд б-р | - Бартон МакЛэйн - Хоуи Мэндел - Дин Мартин - Вирджиния Мейо - Мерседес Маккэмбридж - Клэйтон Мур - Дебра Мессинг |
| Бартон Маклейн       | 6719 Голливуд б-р | - Бартон МакЛэйн - Хоуи Мэндел - Дин Мартин - Вирджиния Мейо - Мерседес Маккэмбридж - Клэйтон Мур - Дебра Мессинг |
| Винс Макмэн          | 6801 Голливуд б-р | - Бартон МакЛэйн - Хоуи Мэндел - Дин Мартин - Вирджиния Мейо - Мерседес Маккэмбридж - Клэйтон Мур - Дебра Мессинг |
| Эд Макмэхон          | 7000 Голливуд б-р | - Бартон МакЛэйн - Хоуи Мэндел - Дин Мартин - Вирджиния Мейо - Мерседес Маккэмбридж - Клэйтон Мур - Дебра Мессинг |
| Сет Макфарлейн       | 6259 Голливуд б-р | - Бартон МакЛэйн - Хоуи Мэндел - Дин Мартин - Вирджиния Мейо - Мерседес Маккэмбридж - Клэйтон Мур - Дебра Мессинг |
| Ричард Маллиган      | 6777 Голливуд б-р | - Бартон МакЛэйн - Хоуи Мэндел - Дин Мартин - Вирджиния Мейо - Мерседес Маккэмбридж - Клэйтон Мур - Дебра Мессинг |
| Билл Мар             | 1634 Вайн стрит   | - Бартон МакЛэйн - Хоуи Мэндел - Дин Мартин - Вирджиния Мейо - Мерседес Маккэмбридж - Клэйтон Мур - Дебра Мессинг |
| Джулианна Маргулис   | 6621 Голливуд б-р | - Бартон МакЛэйн - Хоуи Мэндел - Дин Мартин - Вирджиния Мейо - Мерседес Маккэмбридж - Клэйтон Мур - Дебра Мессинг |
| Роуз Мари            | 7083 Голливуд б-р | - Бартон МакЛэйн - Хоуи Мэндел - Дин Мартин - Вирджиния Мейо - Мерседес Маккэмбридж - Клэйтон Мур - Дебра Мессинг |
| Джес Марлоу          | 6420 Голливуд б-р | - Бартон МакЛэйн - Хоуи Мэндел - Дин Мартин - Вирджиния Мейо - Мерседес Маккэмбридж - Клэйтон Мур - Дебра Мессинг |
| Граучо Маркс         | 1734 Вайн стрит   | - Бартон МакЛэйн - Хоуи Мэндел - Дин Мартин - Вирджиния Мейо - Мерседес Маккэмбридж - Клэйтон Мур - Дебра Мессинг |
| Дин Мартин           | 6651 Голливуд б-р | - Бартон МакЛэйн - Хоуи Мэндел - Дин Мартин - Вирджиния Мейо - Мерседес Маккэмбридж - Клэйтон Мур - Дебра Мессинг |
| Куинн Мартин         | 6667 Голливуд б-р | - Бартон МакЛэйн - Хоуи Мэндел - Дин Мартин - Вирджиния Мейо - Мерседес Маккэмбридж - Клэйтон Мур - Дебра Мессинг |
| Тони Мартин          | 1725 Вайн стрит   | - Бартон МакЛэйн - Хоуи Мэндел - Дин Мартин - Вирджиния Мейо - Мерседес Маккэмбридж - Клэйтон Мур - Дебра Мессинг |
| Хэл Марч             | 6536 Голливуд б-р | - Бартон МакЛэйн - Хоуи Мэндел - Дин Мартин - Вирджиния Мейо - Мерседес Маккэмбридж - Клэйтон Мур - Дебра Мессинг |
| Гарри Маршалл        | 6838 Голливуд б-р | - Бартон МакЛэйн - Хоуи Мэндел - Дин Мартин - Вирджиния Мейо - Мерседес Маккэмбридж - Клэйтон Мур - Дебра Мессинг |
| Грег Матис           | 7076 Голливуд б-р | - Бартон МакЛэйн - Хоуи Мэндел - Дин Мартин - Вирджиния Мейо - Мерседес Маккэмбридж - Клэйтон Мур - Дебра Мессинг |
| Ральф Маччио         | 6633 Голливуд б-р | - Бартон МакЛэйн - Хоуи Мэндел - Дин Мартин - Вирджиния Мейо - Мерседес Маккэмбридж - Клэйтон Мур - Дебра Мессинг |
| Одри Медоуз          | 6100 Голливуд б-р | - Бартон МакЛэйн - Хоуи Мэндел - Дин Мартин - Вирджиния Мейо - Мерседес Маккэмбридж - Клэйтон Мур - Дебра Мессинг |
| Джеймс Мейсон        | 6821 Голливуд б-р | - Бартон МакЛэйн - Хоуи Мэндел - Дин Мартин - Вирджиния Мейо - Мерседес Маккэмбридж - Клэйтон Мур - Дебра Мессинг |
| Джонни Мерсер        | 1628 Вайн стрит   | - Бартон МакЛэйн - Хоуи Мэндел - Дин Мартин - Вирджиния Мейо - Мерседес Маккэмбридж - Клэйтон Мур - Дебра Мессинг |
| Райан Мерфи          | 6533 Голливуд б-р | - Бартон МакЛэйн - Хоуи Мэндел - Дин Мартин - Вирджиния Мейо - Мерседес Маккэмбридж - Клэйтон Мур - Дебра Мессинг |
| Дебра Мессинг        | 6201 Голливуд б-р | - Бартон МакЛэйн - Хоуи Мэндел - Дин Мартин - Вирджиния Мейо - Мерседес Маккэмбридж - Клэйтон Мур - Дебра Мессинг |
| Дэвид Милч           | 6840 Голливуд б-р | - Бартон МакЛэйн - Хоуи Мэндел - Дин Мартин - Вирджиния Мейо - Мерседес Маккэмбридж - Клэйтон Мур - Дебра Мессинг |
| Рэй Милланд          | 1634 Вайн стрит   | - Бартон МакЛэйн - Хоуи Мэндел - Дин Мартин - Вирджиния Мейо - Мерседес Маккэмбридж - Клэйтон Мур - Дебра Мессинг |
| Боб Миллер           | 6757 Голливуд б-р | - Бартон МакЛэйн - Хоуи Мэндел - Дин Мартин - Вирджиния Мейо - Мерседес Маккэмбридж - Клэйтон Мур - Дебра Мессинг |
| Марвин Миллер        | 6101 Голливуд б-р | - Бартон МакЛэйн - Хоуи Мэндел - Дин Мартин - Вирджиния Мейо - Мерседес Маккэмбридж - Клэйтон Мур - Дебра Мессинг |
| Томас Митчелл        | 6100 Голливуд б-р | - Бартон МакЛэйн - Хоуи Мэндел - Дин Мартин - Вирджиния Мейо - Мерседес Маккэмбридж - Клэйтон Мур - Дебра Мессинг |
| Дон Мишер            | 7013 Голливуд б-р | - Бартон МакЛэйн - Хоуи Мэндел - Дин Мартин - Вирджиния Мейо - Мерседес Маккэмбридж - Клэйтон Мур - Дебра Мессинг |
| Рауль де Молина      | 7076 Голливуд б-р | - Бартон МакЛэйн - Хоуи Мэндел - Дин Мартин - Вирджиния Мейо - Мерседес Маккэмбридж - Клэйтон Мур - Дебра Мессинг |
| Рикардо Монтальбан   | 7021 Голливуд б-р | - Бартон МакЛэйн - Хоуи Мэндел - Дин Мартин - Вирджиния Мейо - Мерседес Маккэмбридж - Клэйтон Мур - Дебра Мессинг |
| Джордж Монтгомери    | 6301 Голливуд б-р | - Бартон МакЛэйн - Хоуи Мэндел - Дин Мартин - Вирджиния Мейо - Мерседес Маккэмбридж - Клэйтон Мур - Дебра Мессинг |
| Роберт Монтгомери    | 1631 Вайн стрит   | - Бартон МакЛэйн - Хоуи Мэндел - Дин Мартин - Вирджиния Мейо - Мерседес Маккэмбридж - Клэйтон Мур - Дебра Мессинг |
| Элизабет Монтгомери  | 6533 Голливуд б-р | - Бартон МакЛэйн - Хоуи Мэндел - Дин Мартин - Вирджиния Мейо - Мерседес Маккэмбридж - Клэйтон Мур - Дебра Мессинг |
| Трейси Морган        | 6280 Голливуд б-р | - Бартон МакЛэйн - Хоуи Мэндел - Дин Мартин - Вирджиния Мейо - Мерседес Маккэмбридж - Клэйтон Мур - Дебра Мессинг |
| Гарретт Моррис       | 6411 Голливуд б-р | - Бартон МакЛэйн - Хоуи Мэндел - Дин Мартин - Вирджиния Мейо - Мерседес Маккэмбридж - Клэйтон Мур - Дебра Мессинг |
| Гарри Мур            | 1680 Вайн стрит   | - Бартон МакЛэйн - Хоуи Мэндел - Дин Мартин - Вирджиния Мейо - Мерседес Маккэмбридж - Клэйтон Мур - Дебра Мессинг |
| Дел Мур              | 6405 Голливуд б-р | - Бартон МакЛэйн - Хоуи Мэндел - Дин Мартин - Вирджиния Мейо - Мерседес Маккэмбридж - Клэйтон Мур - Дебра Мессинг |
| Клейтон Мур          | 6914 Голливуд б-р | - Бартон МакЛэйн - Хоуи Мэндел - Дин Мартин - Вирджиния Мейо - Мерседес Маккэмбридж - Клэйтон Мур - Дебра Мессинг |
| Мэнди Мур            | 6562 Голливуд б-р | - Бартон МакЛэйн - Хоуи Мэндел - Дин Мартин - Вирджиния Мейо - Мерседес Маккэмбридж - Клэйтон Мур - Дебра Мессинг |
| Мэри Тайлер Мур      | 7021 Голливуд б-р | - Бартон МакЛэйн - Хоуи Мэндел - Дин Мартин - Вирджиния Мейо - Мерседес Маккэмбридж - Клэйтон Мур - Дебра Мессинг |
| Гай Мэдисон          | 6333 Голливуд б-р | - Бартон МакЛэйн - Хоуи Мэндел - Дин Мартин - Вирджиния Мейо - Мерседес Маккэмбридж - Клэйтон Мур - Дебра Мессинг |
| Ли Мэйджорс          | 6931 Голливуд б-р | - Бартон МакЛэйн - Хоуи Мэндел - Дин Мартин - Вирджиния Мейо - Мерседес Маккэмбридж - Клэйтон Мур - Дебра Мессинг |
| Хоуи Мэндел          | 6366 Голливуд б-р | - Бартон МакЛэйн - Хоуи Мэндел - Дин Мартин - Вирджиния Мейо - Мерседес Маккэмбридж - Клэйтон Мур - Дебра Мессинг |
| Рэймонд Мэсси        | 6706 Голливуд б-р | - Бартон МакЛэйн - Хоуи Мэндел - Дин Мартин - Вирджиния Мейо - Мерседес Маккэмбридж - Клэйтон Мур - Дебра Мессинг |
| Жан Мюррэй           | 6153 Голливуд б-р | - Бартон МакЛэйн - Хоуи Мэндел - Дин Мартин - Вирджиния Мейо - Мерседес Маккэмбридж - Клэйтон Мур - Дебра Мессинг |
| The Monkees          | 6675 Голливуд б-р | - Бартон МакЛэйн - Хоуи Мэндел - Дин Мартин - Вирджиния Мейо - Мерседес Маккэмбридж - Клэйтон Мур - Дебра Мессинг |

### Н
| Имя, Фамилия    | Адрес звезды      | Фотографии некоторых лауреатов    |
| --------------- | ----------------- | --------------------------------- |
| Конрад Найджел  | 1752 Вайн стрит   | - Дж. Кэролл Нейш - Нишель Николс |
| Тед Найт        | 6673 Голливуд б-р | - Дж. Кэролл Нейш - Нишель Николс |
| Дж. Кэррол Нэш  | 6145 Голливуд б-р | - Дж. Кэролл Нейш - Нишель Николс |
| Барри Нельсон   | 6259 Голливуд б-р | - Дж. Кэролл Нейш - Нишель Николс |
| Дэвид Нельсон   | 1501 Вайн стрит   | - Дж. Кэролл Нейш - Нишель Николс |
| Оззи Нельсон    | 6555 Голливуд б-р | - Дж. Кэролл Нейш - Нишель Николс |
| Хариетт Нельсон | 6821 Голливуд б-р | - Дж. Кэролл Нейш - Нишель Николс |
| Дэвид Нивен     | 1623 Вайн стрит   | - Дж. Кэролл Нейш - Нишель Николс |
| Нишель Николс   | 6633 Голливуд б-р | - Дж. Кэролл Нейш - Нишель Николс |
| Ллойд Нолан     | 1752 Вайн стрит   | - Дж. Кэролл Нейш - Нишель Николс |
| Дон Ноттс       | 7083 Голливуд б-р | - Дж. Кэролл Нейш - Нишель Николс |
| Патрик Ноулз    | 6542 Голливуд б-р | - Дж. Кэролл Нейш - Нишель Николс |
| Боб Ньюхарт     | 6381 Голливуд б-р | - Дж. Кэролл Нейш - Нишель Николс |
| Ниси Нэш        | 6201 Голливуд б-р | - Дж. Кэролл Нейш - Нишель Николс |
| Огден Нэш       | 6264 Голливуд б-р | - Дж. Кэролл Нейш - Нишель Николс |

### О
| Имя, Фамилия           | Адрес звезды              | Фотографии некоторых лауреатов               |
| ---------------------- | ------------------------- | -------------------------------------------- |
| Хью О’Брайан           | 6613 Голливуд б-р         | - Базз Олдрин - Мэри-Кейт Олсен и Эшли Олсен |
| Маргарет О’Брайен      | 1634 Вайн стрит           | - Базз Олдрин - Мэри-Кейт Олсен и Эшли Олсен |
| Пэт О’Брайен           | 6240 Голливуд б-р         | - Базз Олдрин - Мэри-Кейт Олсен и Эшли Олсен |
| Эдмонд О’Брайен        | 6523 Голливуд б-р         | - Базз Олдрин - Мэри-Кейт Олсен и Эшли Олсен |
| Крис О’Доннелл         | 6681 Голливуд б-р         | - Базз Олдрин - Мэри-Кейт Олсен и Эшли Олсен |
| Дональд О’Коннор       | 7021 Голливуд б-р         | - Базз Олдрин - Мэри-Кейт Олсен и Эшли Олсен |
| Кэрролл О’Коннор       | 7080 Голливуд б-р         | - Базз Олдрин - Мэри-Кейт Олсен и Эшли Олсен |
| Эд О’Нилл              | 7021 Голливуд б-р         | - Базз Олдрин - Мэри-Кейт Олсен и Эшли Олсен |
| Майкл О’Ши             | 1680 Вайн стрит           | - Базз Олдрин - Мэри-Кейт Олсен и Эшли Олсен |
| Боб Оденкерк           | 1725 Вайн стрит           | - Базз Олдрин - Мэри-Кейт Олсен и Эшли Олсен |
| Мехмет Оз              | 6201 Голливуд б-р         | - Базз Олдрин - Мэри-Кейт Олсен и Эшли Олсен |
| Базз Олдрин            | Голливуд б-р & Вайн стрит | - Базз Олдрин - Мэри-Кейт Олсен и Эшли Олсен |
| Мэри-Кейт и Эшли Олсен | 6801 Голливуд б-р         | - Базз Олдрин - Мэри-Кейт Олсен и Эшли Олсен |
| Роберт Осборн          | 1617 Вайн стрит           | - Базз Олдрин - Мэри-Кейт Олсен и Эшли Олсен |
| Джин Отри              | 6667 Голливуд б-р         | - Базз Олдрин - Мэри-Кейт Олсен и Эшли Олсен |

### П
| Имя, Фамилия    | Адрес звезды      | Фотографии некоторых лауреатов |
| --------------- | ----------------- | ------------------------------ |
| Вольфганг Пак   | 6801 Голливуд б-р | - Джек Пэланс - Стефани Пауэрс |
| Лилли Палмер    | 7013 Голливуд б-р | - Джек Пэланс - Стефани Пауэрс |
| Джек Пар        | 6212 Голливуд б-р | - Джек Пэланс - Стефани Пауэрс |
| Джим Парсонс    | 6533 Голливуд б-р | - Джек Пэланс - Стефани Пауэрс |
| Мэнди Патинкин  | 6243 Голливуд б-р | - Джек Пэланс - Стефани Пауэрс |
| Джордж Патнэм   | 6374 Голливуд б-р | - Джек Пэланс - Стефани Пауэрс |
| Дик Пауэлл      | 6745 Голливуд б-р | - Джек Пэланс - Стефани Пауэрс |
| Мила Пауэрс     | 6360 Голливуд б-р | - Джек Пэланс - Стефани Пауэрс |
| Стефани Пауэрс  | 6776 Голливуд б-р | - Джек Пэланс - Стефани Пауэрс |
| Джон Пейн       | 6687 Голливуд б-р | - Джек Пэланс - Стефани Пауэрс |
| Гарольд Пери    | 1719 Вайн стрит   | - Джек Пэланс - Стефани Пауэрс |
| Энтони Перкинс  | 6801 Голливуд б-р | - Джек Пэланс - Стефани Пауэрс |
| Жижи Перро      | 6212 Голливуд б-р | - Джек Пэланс - Стефани Пауэрс |
| Уильям Петерсен | 6667 Голливуд б-р | - Джек Пэланс - Стефани Пауэрс |
| Сюзанн Плешетт  | 6751 Голливуд б-р | - Джек Пэланс - Стефани Пауэрс |
| Эми Полер       | 6767 Голливуд б-р | - Джек Пэланс - Стефани Пауэрс |
| Эллен Помпео    | 6533 Голливуд б-р | - Джек Пэланс - Стефани Пауэрс |
| Винсент Прайс   | 6501 Голливуд б-р | - Джек Пэланс - Стефани Пауэрс |
| Фредди Принс    | 6755 Голливуд б-р | - Джек Пэланс - Стефани Пауэрс |
| Джон Провост    | 7080 Голливуд б-р | - Джек Пэланс - Стефани Пауэрс |
| Джек Пэланс     | 6608 Голливуд б-р | - Джек Пэланс - Стефани Пауэрс |

### Р
| Имя, Фамилия       | Адрес звезды      | Фотографии некоторых лауреатов                          |
| ------------------ | ----------------- | ------------------------------------------------------- |
| Чарльз Рагглз      | 1630 Вайн стрит   | - Джордж Рафт - Бэзил Рэтбоун - Марта Рэй - Джордж Ривз |
| Энн Разерфорд      | 6333 Голливуд б-р | - Джордж Рафт - Бэзил Рэтбоун - Марта Рэй - Джордж Ривз |
| Карл Райнер        | 6421 Голливуд б-р | - Джордж Рафт - Бэзил Рэтбоун - Марта Рэй - Джордж Ривз |
| Тереза Райт        | 6405 Голливуд б-р | - Джордж Рафт - Бэзил Рэтбоун - Марта Рэй - Джордж Ривз |
| Шерил Ли Ральф     | 6623 Голливуд б-р | - Джордж Рафт - Бэзил Рэтбоун - Марта Рэй - Джордж Ривз |
| Кери Расселл       | 6356 Голливуд б-р | - Джордж Рафт - Бэзил Рэтбоун - Марта Рэй - Джордж Ривз |
| Джордж Рафт        | 1500 Вайн стрит   | - Джордж Рафт - Бэзил Рэтбоун - Марта Рэй - Джордж Ривз |
| Рональд Рейган     | 6374 Голливуд б-р | - Джордж Рафт - Бэзил Рэтбоун - Марта Рэй - Джордж Ривз |
| Марджори Рейнольдс | 1525 Вайн стрит   | - Джордж Рафт - Бэзил Рэтбоун - Марта Рэй - Джордж Ривз |
| Дункан Ренальдо    | 1680 Вайн стрит   | - Джордж Рафт - Бэзил Рэтбоун - Марта Рэй - Джордж Ривз |
| Джоан Риверз       | 7000 Голливуд б-р | - Джордж Рафт - Бэзил Рэтбоун - Марта Рэй - Джордж Ривз |
| Джордж Ривз        | 6709 Голливуд б-р | - Джордж Рафт - Бэзил Рэтбоун - Марта Рэй - Джордж Ривз |
| Норман Ридус       | 6600 Голливуд б-р | - Джордж Рафт - Бэзил Рэтбоун - Марта Рэй - Джордж Ривз |
| Делла Риз          | 7060 Голливуд б-р | - Джордж Рафт - Бэзил Рэтбоун - Марта Рэй - Джордж Ривз |
| Келли Рипа         | 6834 Голливуд б-р | - Джордж Рафт - Бэзил Рэтбоун - Марта Рэй - Джордж Ривз |
| Джон Риттер        | 6631 Голливуд б-р | - Джордж Рафт - Бэзил Рэтбоун - Марта Рэй - Джордж Ривз |
| Дейл Робертсон     | 6500 Голливуд б-р | - Джордж Рафт - Бэзил Рэтбоун - Марта Рэй - Джордж Ривз |
| Холли Робинсон-Пит | 6623 Голливуд б-р | - Джордж Рафт - Бэзил Рэтбоун - Марта Рэй - Джордж Ривз |
| Джин Родденберри   | 6683 Голливуд б-р | - Джордж Рафт - Бэзил Рэтбоун - Марта Рэй - Джордж Ривз |
| Рой Роджерс        | 1620 Вайн стрит   | - Джордж Рафт - Бэзил Рэтбоун - Марта Рэй - Джордж Ривз |
| Уэйн Роджерс       | 7018 Голливуд б-р | - Джордж Рафт - Бэзил Рэтбоун - Марта Рэй - Джордж Ривз |
| Фред Роджерс       | 6600 Голливуд б-р | - Джордж Рафт - Бэзил Рэтбоун - Марта Рэй - Джордж Ривз |
| Розанна            | 6767 Голливуд б-р | - Джордж Рафт - Бэзил Рэтбоун - Марта Рэй - Джордж Ривз |
| Рут Роман          | 6672 Голливуд б-р | - Джордж Рафт - Бэзил Рэтбоун - Марта Рэй - Джордж Ривз |
| Сизар Ромеро       | 1719 Вайн стрит   | - Джордж Рафт - Бэзил Рэтбоун - Марта Рэй - Джордж Ривз |
| Мэрион Росс        | 6420 Голливуд б-р | - Джордж Рафт - Бэзил Рэтбоун - Марта Рэй - Джордж Ривз |
| Питер Рот          | 6918 Голливуд б-р | - Джордж Рафт - Бэзил Рэтбоун - Марта Рэй - Джордж Ривз |
| Генри Роуленд      | 6328 Голливуд б-р | - Джордж Рафт - Бэзил Рэтбоун - Марта Рэй - Джордж Ривз |
| Роуэн и Мартин     | 7080 Голливуд б-р | - Джордж Рафт - Бэзил Рэтбоун - Марта Рэй - Джордж Ривз |
| Эвелин Руди        | 6800 Голливуд б-р | - Джордж Рафт - Бэзил Рэтбоун - Марта Рэй - Джордж Ривз |
| Микки Руни         | 6541 Голливуд б-р | - Джордж Рафт - Бэзил Рэтбоун - Марта Рэй - Джордж Ривз |
| Гилда Раднер       | 6801 Голливуд б-р | - Джордж Рафт - Бэзил Рэтбоун - Марта Рэй - Джордж Ривз |
| Марта Рэй          | 6547 Голливуд б-р | - Джордж Рафт - Бэзил Рэтбоун - Марта Рэй - Джордж Ривз |
| Джин Рэймонд       | 1708 Вайн стрит   | - Джордж Рафт - Бэзил Рэтбоун - Марта Рэй - Джордж Ривз |
| Бэзил Рэтбоун      | 6915 Голливуд б-р | - Джордж Рафт - Бэзил Рэтбоун - Марта Рэй - Джордж Ривз |

### С
| Имя, Фамилия              | Адрес звезды      | Фотографии некоторых лауреатов                                                                        |
| ------------------------- | ----------------- | --- |
| Хаим Сабан                | 6712 Голливуд б-р | - Кифер Сазерленд - Сид Сизар - Ева Мари Сэйнт - Пэт Сейджак - Супи Сейлс - Энн Мира и Джерри Стиллер |
| Кэти Сагал                | 7021 Голливуд б-р | - Кифер Сазерленд - Сид Сизар - Ева Мари Сэйнт - Пэт Сейджак - Супи Сейлс - Энн Мира и Джерри Стиллер |
| Кифер Сазерленд           | 7024 Голливуд б-р | - Кифер Сазерленд - Сид Сизар - Ева Мари Сэйнт - Пэт Сейджак - Супи Сейлс - Энн Мира и Джерри Стиллер |
| Барри Салливан            | 1500 Вайн стрит   | - Кифер Сазерленд - Сид Сизар - Ева Мари Сэйнт - Пэт Сейджак - Супи Сейлс - Энн Мира и Джерри Стиллер |
| Эд Салливан               | 6101 Голливуд б-р | - Кифер Сазерленд - Сид Сизар - Ева Мари Сэйнт - Пэт Сейджак - Супи Сейлс - Энн Мира и Джерри Стиллер |
| Джордж Сандерс            | 7007 Голливуд б-р | - Кифер Сазерленд - Сид Сизар - Ева Мари Сэйнт - Пэт Сейджак - Супи Сейлс - Энн Мира и Джерри Стиллер |
| Изабель Санфорд           | 7080 Голливуд б-р | - Кифер Сазерленд - Сид Сизар - Ева Мари Сэйнт - Пэт Сейджак - Супи Сейлс - Энн Мира и Джерри Стиллер |
| Кристина Саралеги         | 7060 Голливуд б-р | - Кифер Сазерленд - Сид Сизар - Ева Мари Сэйнт - Пэт Сейджак - Супи Сейлс - Энн Мира и Джерри Стиллер |
| Глория Свенсон            | 6301 Голливуд б-р | - Кифер Сазерленд - Сид Сизар - Ева Мари Сэйнт - Пэт Сейджак - Супи Сейлс - Энн Мира и Джерри Стиллер |
| Лоретта Свит              | 6240 Голливуд б-р | - Кифер Сазерленд - Сид Сизар - Ева Мари Сэйнт - Пэт Сейджак - Супи Сейлс - Энн Мира и Джерри Стиллер |
| Кира Седжвик              | 6356 Голливуд б-р | - Кифер Сазерленд - Сид Сизар - Ева Мари Сэйнт - Пэт Сейджак - Супи Сейлс - Энн Мира и Джерри Стиллер |
| Пэт Сейджак               | 6200 Голливуд б-р | - Кифер Сазерленд - Сид Сизар - Ева Мари Сэйнт - Пэт Сейджак - Супи Сейлс - Энн Мира и Джерри Стиллер |
| Супи Сейлс                | 7000 Голливуд б-р | - Кифер Сазерленд - Сид Сизар - Ева Мари Сэйнт - Пэт Сейджак - Супи Сейлс - Энн Мира и Джерри Стиллер |
| Джейн Сеймур              | 7000 Голливуд б-р | - Кифер Сазерленд - Сид Сизар - Ева Мари Сэйнт - Пэт Сейджак - Супи Сейлс - Энн Мира и Джерри Стиллер |
| Эва Мари Сейнт            | 6730 Голливуд б-р | - Кифер Сазерленд - Сид Сизар - Ева Мари Сэйнт - Пэт Сейджак - Супи Сейлс - Энн Мира и Джерри Стиллер |
| Сьюзан Сент-Джеймс        | 1645 Вайн стрит   | - Кифер Сазерленд - Сид Сизар - Ева Мари Сэйнт - Пэт Сейджак - Супи Сейлс - Энн Мира и Джерри Стиллер |
| Род Серлинг               | 6840 Голливуд б-р | - Кифер Сазерленд - Сид Сизар - Ева Мари Сэйнт - Пэт Сейджак - Супи Сейлс - Энн Мира и Джерри Стиллер |
| Беннетт Серф              | 6407 Голливуд б-р | - Кифер Сазерленд - Сид Сизар - Ева Мари Сэйнт - Пэт Сейджак - Супи Сейлс - Энн Мира и Джерри Стиллер |
| Джордж Сигал              | 6433 Голливуд б-р | - Кифер Сазерленд - Сид Сизар - Ева Мари Сэйнт - Пэт Сейджак - Супи Сейлс - Энн Мира и Джерри Стиллер |
| Сид Сизар                 | 7014 Голливуд б-р | - Кифер Сазерленд - Сид Сизар - Ева Мари Сэйнт - Пэт Сейджак - Супи Сейлс - Энн Мира и Джерри Стиллер |
| Фил Силверс               | 6370 Голливуд б-р | - Кифер Сазерленд - Сид Сизар - Ева Мари Сэйнт - Пэт Сейджак - Супи Сейлс - Энн Мира и Джерри Стиллер |
| Джей Силверхилс           | 6538 Голливуд б-р | - Кифер Сазерленд - Сид Сизар - Ева Мари Сэйнт - Пэт Сейджак - Супи Сейлс - Энн Мира и Джерри Стиллер |
| Сара Сильверман           | 6600 Голливуд б-р | - Кифер Сазерленд - Сид Сизар - Ева Мари Сэйнт - Пэт Сейджак - Супи Сейлс - Энн Мира и Джерри Стиллер |
| Симпсоны                  | 7021 Голливуд б-р | - Кифер Сазерленд - Сид Сизар - Ева Мари Сэйнт - Пэт Сейджак - Супи Сейлс - Энн Мира и Джерри Стиллер |
| Фрэнк Синатра             | 6538 Голливуд б-р | - Кифер Сазерленд - Сид Сизар - Ева Мари Сэйнт - Пэт Сейджак - Супи Сейлс - Энн Мира и Джерри Стиллер |
| Гэри Синиз                | 6664 Голливуд б-р | - Кифер Сазерленд - Сид Сизар - Ева Мари Сэйнт - Пэт Сейджак - Супи Сейлс - Энн Мира и Джерри Стиллер |
| Ред Скелтон               | 6650 Голливуд б-р | - Кифер Сазерленд - Сид Сизар - Ева Мари Сэйнт - Пэт Сейджак - Супи Сейлс - Энн Мира и Джерри Стиллер |
| Кристиан Слейтер          | 6201 Голливуд б-р | - Кифер Сазерленд - Сид Сизар - Ева Мари Сэйнт - Пэт Сейджак - Супи Сейлс - Энн Мира и Джерри Стиллер |
| Эверетт Слоун             | 6254 Голливуд б-р | - Кифер Сазерленд - Сид Сизар - Ева Мари Сэйнт - Пэт Сейджак - Супи Сейлс - Энн Мира и Джерри Стиллер |
| Тэвис Смайли              | 6270 Голливуд б-р | - Кифер Сазерленд - Сид Сизар - Ева Мари Сэйнт - Пэт Сейджак - Супи Сейлс - Энн Мира и Джерри Стиллер |
| Джин Смарт                | 6150 Голливуд б-р | - Кифер Сазерленд - Сид Сизар - Ева Мари Сэйнт - Пэт Сейджак - Супи Сейлс - Энн Мира и Джерри Стиллер |
| Жаклин Смит               | 7000 Голливуд б-р | - Кифер Сазерленд - Сид Сизар - Ева Мари Сэйнт - Пэт Сейджак - Супи Сейлс - Энн Мира и Джерри Стиллер |
| Братья Смотерз            | 6555 Голливуд б-р | - Кифер Сазерленд - Сид Сизар - Ева Мари Сэйнт - Пэт Сейджак - Супи Сейлс - Энн Мира и Джерри Стиллер |
| Сьюзан Сомерс             | 7018 Голливуд б-р | - Кифер Сазерленд - Сид Сизар - Ева Мари Сэйнт - Пэт Сейджак - Супи Сейлс - Энн Мира и Джерри Стиллер |
| Сонни и Шер               | 7018 Голливуд б-р | - Кифер Сазерленд - Сид Сизар - Ева Мари Сэйнт - Пэт Сейджак - Супи Сейлс - Энн Мира и Джерри Стиллер |
| Энн Сотерн                | 1634 Вайн стрит   | - Кифер Сазерленд - Сид Сизар - Ева Мари Сэйнт - Пэт Сейджак - Супи Сейлс - Энн Мира и Джерри Стиллер |
| Аарон Спеллинг            | 6667 Голливуд б-р | - Кифер Сазерленд - Сид Сизар - Ева Мари Сэйнт - Пэт Сейджак - Супи Сейлс - Энн Мира и Джерри Стиллер |
| Билл Стаут                | 1500 Вайн стрит   | - Кифер Сазерленд - Сид Сизар - Ева Мари Сэйнт - Пэт Сейджак - Супи Сейлс - Энн Мира и Джерри Стиллер |
| Джо Стаффорд              | 6270 Голливуд б-р | - Кифер Сазерленд - Сид Сизар - Ева Мари Сэйнт - Пэт Сейджак - Супи Сейлс - Энн Мира и Джерри Стиллер |
| Джерри Стиллер и Энн Мира | 7018 Голливуд б-р | - Кифер Сазерленд - Сид Сизар - Ева Мари Сэйнт - Пэт Сейджак - Супи Сейлс - Энн Мира и Джерри Стиллер |
| Роберт Стерлинг           | 1709 Вайн стрит   | - Кифер Сазерленд - Сид Сизар - Ева Мари Сэйнт - Пэт Сейджак - Супи Сейлс - Энн Мира и Джерри Стиллер |
| Конни Стивенс             | 6249 Голливуд б-р | - Кифер Сазерленд - Сид Сизар - Ева Мари Сэйнт - Пэт Сейджак - Супи Сейлс - Энн Мира и Джерри Стиллер |
| Марк Стивенс              | 6637 Голливуд б-р | - Кифер Сазерленд - Сид Сизар - Ева Мари Сэйнт - Пэт Сейджак - Супи Сейлс - Энн Мира и Джерри Стиллер |
| Гейл Сторм                | 1680 Вайн стрит   | - Кифер Сазерленд - Сид Сизар - Ева Мари Сэйнт - Пэт Сейджак - Супи Сейлс - Энн Мира и Джерри Стиллер |
| Джон Стэймос              | 7021 Голливуд б-р | - Кифер Сазерленд - Сид Сизар - Ева Мари Сэйнт - Пэт Сейджак - Супи Сейлс - Энн Мира и Джерри Стиллер |

### Т
| Имя, Фамилия     | Адрес звезды      | Фотографии некоторых лауреатов |
| ---------------- | ----------------- | ------------------------------ |
| Джордж Такеи     | 6681 Голливуд б-р | - Джордж Такеи - Дональд Трамп |
| Ларин Таттл      | 7011 Голливуд б-р | - Джордж Такеи - Дональд Трамп |
| Кент Тейлор      | 6818 Голливуд б-р | - Джордж Такеи - Дональд Трамп |
| Рут Эштон Тейлор | 1540 Вайн стрит   | - Джордж Такеи - Дональд Трамп |
| Тед Тёрнер       | 7000 Голливуд б-р | - Джордж Такеи - Дональд Трамп |
| Дэнни Томас      | 6901 Голливуд б-р | - Джордж Такеи - Дональд Трамп |
| Марло Томас      | 6904 Голливуд б-р | - Джордж Такеи - Дональд Трамп |
| Кинан Томпсон    | 6627 Голливуд б-р | - Джордж Такеи - Дональд Трамп |
| Дональд Трамп    | 6801 Голливуд б-р | - Джордж Такеи - Дональд Трамп |
| Алекс Требек     | 6501 Голливуд б-р | - Джордж Такеи - Дональд Трамп |
| Эрнест Трукс     | 6721 Голливуд б-р | - Джордж Такеи - Дональд Трамп |
| Джеффри Тэмбор   | 6320 Голливуд б-р | - Джордж Такеи - Дональд Трамп |
| Джон Тэш         | 7021 Голливуд б-р | - Джордж Такеи - Дональд Трамп |

### У
| Имя, Фамилия     | Адрес звезды      | Фотографии некоторых лауреатов                               |
| ---------------- | ----------------- | ------------------------------------------------------------ |
| Джейн Уайетт     | 6350 Голливуд б-р | - Майк Уоллес - Барбара Уолтерс - Бетти Уайт - Сэм Уотерстон |
| Джейн Уайман     | 1620 Вайн стрит   | - Майк Уоллес - Барбара Уолтерс - Бетти Уайт - Сэм Уотерстон |
| Бетти Уайт       | 6747 Голливуд б-р | - Майк Уоллес - Барбара Уолтерс - Бетти Уайт - Сэм Уотерстон |
| Ванна Уайт       | 7018 Голливуд б-р | - Майк Уоллес - Барбара Уолтерс - Бетти Уайт - Сэм Уотерстон |
| Барбара Уайтинг  | 6443 Голливуд б-р | - Майк Уоллес - Барбара Уолтерс - Бетти Уайт - Сэм Уотерстон |
| Деннис Уивер     | 6922 Голливуд б-р | - Майк Уоллес - Барбара Уолтерс - Бетти Уайт - Сэм Уотерстон |
| Дэйв Уиллок      | 6358 Голливуд б-р | - Майк Уоллес - Барбара Уолтерс - Бетти Уайт - Сэм Уотерстон |
| Мари Уилсон      | 6765 Голливуд б-р | - Майк Уоллес - Барбара Уолтерс - Бетти Уайт - Сэм Уотерстон |
| Билл Уильямс     | 6145 Голливуд б-р | - Майк Уоллес - Барбара Уолтерс - Бетти Уайт - Сэм Уотерстон |
| Венди Уильямс    | 6533 Голливуд б-р | - Майк Уоллес - Барбара Уолтерс - Бетти Уайт - Сэм Уотерстон |
| Гай Уильямс      | 7080 Голливуд б-р | - Майк Уоллес - Барбара Уолтерс - Бетти Уайт - Сэм Уотерстон |
| Синди Уильямс    | 7021 Голливуд б-р | - Майк Уоллес - Барбара Уолтерс - Бетти Уайт - Сэм Уотерстон |
| Кинан Уинн       | 1515 Вайн стрит   | - Майк Уоллес - Барбара Уолтерс - Бетти Уайт - Сэм Уотерстон |
| Эд Уинн          | 6426 Голливуд б-р | - Майк Уоллес - Барбара Уолтерс - Бетти Уайт - Сэм Уотерстон |
| Генри Уинклер    | 6230 Голливуд б-р | - Майк Уоллес - Барбара Уолтерс - Бетти Уайт - Сэм Уотерстон |
| Джонатан Уинтерс | 6290 Голливуд б-р | - Майк Уоллес - Барбара Уолтерс - Бетти Уайт - Сэм Уотерстон |
| Пол Уинчелл      | 6333 Голливуд б-р | - Майк Уоллес - Барбара Уолтерс - Бетти Уайт - Сэм Уотерстон |
| Уолтер Уинчелл   | 1645 Вайн стрит   | - Майк Уоллес - Барбара Уолтерс - Бетти Уайт - Сэм Уотерстон |
| Джеймс Уитмор    | 6611 Голливуд б-р | - Майк Уоллес - Барбара Уолтерс - Бетти Уайт - Сэм Уотерстон |
| Клинт Уокер      | 1505 Вайн стрит   | - Майк Уоллес - Барбара Уолтерс - Бетти Уайт - Сэм Уотерстон |
| Майк Уоллес      | 6263 Голливуд б-р | - Майк Уоллес - Барбара Уолтерс - Бетти Уайт - Сэм Уотерстон |
| Барбара Уолтерс  | 6801 Голливуд б-р | - Майк Уоллес - Барбара Уолтерс - Бетти Уайт - Сэм Уотерстон |
| Берт Уорд        | 6764 Голливуд б-р | - Майк Уоллес - Барбара Уолтерс - Бетти Уайт - Сэм Уотерстон |
| Джей Уорд        | 7080 Голливуд б-р | - Майк Уоллес - Барбара Уолтерс - Бетти Уайт - Сэм Уотерстон |
| Сэм Уотерстон    | 7040 Голливуд б-р | - Майк Уоллес - Барбара Уолтерс - Бетти Уайт - Сэм Уотерстон |
| Роберт Урих      | 7083 Голливуд б-р | - Майк Уоллес - Барбара Уолтерс - Бетти Уайт - Сэм Уотерстон |
| Джэк Уэбб        | 6278 Голливуд б-р | - Майк Уоллес - Барбара Уолтерс - Бетти Уайт - Сэм Уотерстон |
| Ричард Уэбб      | 7059 Голливуд б-р | - Майк Уоллес - Барбара Уолтерс - Бетти Уайт - Сэм Уотерстон |
| Лоуренс Уэлк     | 1601 Вайн стрит   | - Майк Уоллес - Барбара Уолтерс - Бетти Уайт - Сэм Уотерстон |
| Джон Уэллс       | 6533 Голливуд б-р | - Майк Уоллес - Барбара Уолтерс - Бетти Уайт - Сэм Уотерстон |
| Фрэд Уэринг      | 1751 Вайн стрит   | - Майк Уоллес - Барбара Уолтерс - Бетти Уайт - Сэм Уотерстон |
| Адам Уэст        | 6764 Голливуд б-р | - Майк Уоллес - Барбара Уолтерс - Бетти Уайт - Сэм Уотерстон |
| Билл Уэлш        | 6362 Голливуд б-р | - Майк Уоллес - Барбара Уолтерс - Бетти Уайт - Сэм Уотерстон |

### Ф
| Имя, Фамилия        | Адрес звезды      | Фотографии некоторых лауреатов                                   |
| ------------------- | ----------------- | ---------------------------------------------------------------- |
| Нанетт Фабрей       | 6300 Голливуд б-р | - Дуглас Фэрбенкс мл. - Фэрра Фосетт - Эррол Флинн - Питер Фальк |
| Джон Фавро          | 6840 Голливуд б-р | - Дуглас Фэрбенкс мл. - Фэрра Фосетт - Эррол Флинн - Питер Фальк |
| Питер Фальк         | 6654 Голливуд б-р | - Дуглас Фэрбенкс мл. - Фэрра Фосетт - Эррол Флинн - Питер Фальк |
| Джейми Фарр         | 1547 Вайн стрит   | - Дуглас Фэрбенкс мл. - Фэрра Фосетт - Эррол Флинн - Питер Фальк |
| Чарльз Фаррелл      | 1617 Вайн стрит   | - Дуглас Фэрбенкс мл. - Фэрра Фосетт - Эррол Флинн - Питер Фальк |
| Дон Феддерсон       | 1635 Вайн стрит   | - Дуглас Фэрбенкс мл. - Фэрра Фосетт - Эррол Флинн - Питер Фальк |
| Верна Фелтон        | 1717 Вайн стрит   | - Дуглас Фэрбенкс мл. - Фэрра Фосетт - Эррол Флинн - Питер Фальк |
| Джордж Феннеман     | 1500 Вайн стрит   | - Дуглас Фэрбенкс мл. - Фэрра Фосетт - Эррол Флинн - Питер Фальк |
| Бетти Фернесс       | 6675 Голливуд б-р | - Дуглас Фэрбенкс мл. - Фэрра Фосетт - Эррол Флинн - Питер Фальк |
| Реджис Филбин       | 6834 Голливуд б-р | - Дуглас Фэрбенкс мл. - Фэрра Фосетт - Эррол Флинн - Питер Фальк |
| Вирджиния Филд      | 1751 Вайн стрит   | - Дуглас Фэрбенкс мл. - Фэрра Фосетт - Эррол Флинн - Питер Фальк |
| Гай Фири            | 6201 Голливуд б-р | - Дуглас Фэрбенкс мл. - Фэрра Фосетт - Эррол Флинн - Питер Фальк |
| Барри Фицджеральд   | 7001 Голливуд б-р | - Дуглас Фэрбенкс мл. - Фэрра Фосетт - Эррол Флинн - Питер Фальк |
| Эдди Фишер          | 1724 Вайн стрит   | - Дуглас Фэрбенкс мл. - Фэрра Фосетт - Эррол Флинн - Питер Фальк |
| Хэл Фишман          | 1560 Вайн стрит   | - Дуглас Фэрбенкс мл. - Фэрра Фосетт - Эррол Флинн - Питер Фальк |
| Бобби Флей          | 6141 Голливуд б-р | - Дуглас Фэрбенкс мл. - Фэрра Фосетт - Эррол Флинн - Питер Фальк |
| Эррол Флинн         | 7008 Голливуд б-р | - Дуглас Фэрбенкс мл. - Фэрра Фосетт - Эррол Флинн - Питер Фальк |
| Ред Фоли            | 6300 Голливуд б-р | - Дуглас Фэрбенкс мл. - Фэрра Фосетт - Эррол Флинн - Питер Фальк |
| Джинкс Фолкенберг   | 1500 Вайн стрит   | - Дуглас Фэрбенкс мл. - Фэрра Фосетт - Эррол Флинн - Питер Фальк |
| Дик Форан           | 1600 Вайн стрит   | - Дуглас Фэрбенкс мл. - Фэрра Фосетт - Эррол Флинн - Питер Фальк |
| Скотт Форбс         | 1650 Вайн стрит   | - Дуглас Фэрбенкс мл. - Фэрра Фосетт - Эррол Флинн - Питер Фальк |
| Джун Форей          | 7080 Голливуд б-р | - Дуглас Фэрбенкс мл. - Фэрра Фосетт - Эррол Флинн - Питер Фальк |
| Теннесси Эрни Форд  | 6311 Голливуд б-р | - Дуглас Фэрбенкс мл. - Фэрра Фосетт - Эррол Флинн - Питер Фальк |
| Фэрра Фосетт        | 7057 Голливуд б-р | - Дуглас Фэрбенкс мл. - Фэрра Фосетт - Эррол Флинн - Питер Фальк |
| Джон Форсайт        | 6549 Голливуд б-р | - Дуглас Фэрбенкс мл. - Фэрра Фосетт - Эррол Флинн - Питер Фальк |
| Престон Фостер      | 6801 Голливуд б-р | - Дуглас Фэрбенкс мл. - Фэрра Фосетт - Эррол Флинн - Питер Фальк |
| Нина Фох            | 7021 Голливуд б-р | - Дуглас Фэрбенкс мл. - Фэрра Фосетт - Эррол Флинн - Питер Фальк |
| Чарльз Фрайс        | 6819 Голливуд б-р | - Дуглас Фэрбенкс мл. - Фэрра Фосетт - Эррол Флинн - Питер Фальк |
| Дон Франсиско       | 7018 Голливуд б-р | - Дуглас Фэрбенкс мл. - Фэрра Фосетт - Эррол Флинн - Питер Фальк |
| Деннис Франц        | 7021 Голливуд б-р | - Дуглас Фэрбенкс мл. - Фэрра Фосетт - Эррол Флинн - Питер Фальк |
| Арлин Френсис       | 1734 Вайн стрит   | - Дуглас Фэрбенкс мл. - Фэрра Фосетт - Эррол Флинн - Питер Фальк |
| Энн Френсис         | 1611 Вайн стрит   | - Дуглас Фэрбенкс мл. - Фэрра Фосетт - Эррол Флинн - Питер Фальк |
| Гарри Фридман       | 6200 Голливуд б-р | - Дуглас Фэрбенкс мл. - Фэрра Фосетт - Эррол Флинн - Питер Фальк |
| Джейн Фроман        | 1645 Вайн стрит   | - Дуглас Фэрбенкс мл. - Фэрра Фосетт - Эррол Флинн - Питер Фальк |
| Роберт Фуллер       | 6608 Голливуд б-р | - Дуглас Фэрбенкс мл. - Фэрра Фосетт - Эррол Флинн - Питер Фальк |
| Саймон Фуллер       | 6268 Голливуд б-р | - Дуглас Фэрбенкс мл. - Фэрра Фосетт - Эррол Флинн - Питер Фальк |
| Фрэнк Фэйлен        | 6201 Голливуд б-р | - Дуглас Фэрбенкс мл. - Фэрра Фосетт - Эррол Флинн - Питер Фальк |
| Дуглас Фэрбенкс мл. | 6661 Голливуд б-р | - Дуглас Фэрбенкс мл. - Фэрра Фосетт - Эррол Флинн - Питер Фальк |

### Х
| Имя, Фамилия      | Адрес звезды      | Фотографии некоторых лауреатов                                                                            |
| ----------------- | ----------------- | --- |
| Хорас Хайдт       | 6628 Голливуд б-р | - Джин Хэйген - Барбара Хейл - Энн Хардинг - Седрик Хардвик - Дэвид Хассельхофф - Хью Хефнер - Рон Ховард |
| Шерил Хайнс       | 6621 Голливуд б-р | - Джин Хэйген - Барбара Хейл - Энн Хардинг - Седрик Хардвик - Дэвид Хассельхофф - Хью Хефнер - Рон Ховард |
| Уоррен Халл       | 6135 Голливуд б-р | - Джин Хэйген - Барбара Хейл - Энн Хардинг - Седрик Хардвик - Дэвид Хассельхофф - Хью Хефнер - Рон Ховард |
| Расти Хамер       | 6323 Голливуд б-р | - Джин Хэйген - Барбара Хейл - Энн Хардинг - Седрик Хардвик - Дэвид Хассельхофф - Хью Хефнер - Рон Ховард |
| «Ханна-Барбера»   | 6753 Голливуд б-р | - Джин Хэйген - Барбара Хейл - Энн Хардинг - Седрик Хардвик - Дэвид Хассельхофф - Хью Хефнер - Рон Ховард |
| Марша Хант        | 6658 Голливуд б-р | - Джин Хэйген - Барбара Хейл - Энн Хардинг - Седрик Хардвик - Дэвид Хассельхофф - Хью Хефнер - Рон Ховард |
| Джеффри Хантер    | 6918 Голливуд б-р | - Джин Хэйген - Барбара Хейл - Энн Хардинг - Седрик Хардвик - Дэвид Хассельхофф - Хью Хефнер - Рон Ховард |
| Ким Хантер        | 1715 Вайн стрит   | - Джин Хэйген - Барбара Хейл - Энн Хардинг - Седрик Хардвик - Дэвид Хассельхофф - Хью Хефнер - Рон Ховард |
| Маришка Харгитей  | 6328 Голливуд б-р | - Джин Хэйген - Барбара Хейл - Энн Хардинг - Седрик Хардвик - Дэвид Хассельхофф - Хью Хефнер - Рон Ховард |
| Седрик Хардвик    | 6660 Голливуд б-р | - Джин Хэйген - Барбара Хейл - Энн Хардинг - Седрик Хардвик - Дэвид Хассельхофф - Хью Хефнер - Рон Ховард |
| Энн Хардинг       | 6850 Голливуд б-р | - Джин Хэйген - Барбара Хейл - Энн Хардинг - Седрик Хардвик - Дэвид Хассельхофф - Хью Хефнер - Рон Ховард |
| Нил Патрик Харрис | 6243 Голливуд б-р | - Джин Хэйген - Барбара Хейл - Энн Хардинг - Седрик Хардвик - Дэвид Хассельхофф - Хью Хефнер - Рон Ховард |
| Рекс Харрисон     | 6390 Голливуд б-р | - Джин Хэйген - Барбара Хейл - Энн Хардинг - Седрик Хардвик - Дэвид Хассельхофф - Хью Хефнер - Рон Ховард |
| Джон Харт         | 6432 Голливуд б-р | - Джин Хэйген - Барбара Хейл - Энн Хардинг - Седрик Хардвик - Дэвид Хассельхофф - Хью Хефнер - Рон Ховард |
| Мэри Харт         | 7000 Голливуд б-р | - Джин Хэйген - Барбара Хейл - Энн Хардинг - Седрик Хардвик - Дэвид Хассельхофф - Хью Хефнер - Рон Ховард |
| Мэриетт Хартли    | 7000 Голливуд б-р | - Джин Хэйген - Барбара Хейл - Энн Хардинг - Седрик Хардвик - Дэвид Хассельхофф - Хью Хефнер - Рон Ховард |
| Фил Хартман       | 6600 Голливуд б-р | - Джин Хэйген - Барбара Хейл - Энн Хардинг - Седрик Хардвик - Дэвид Хассельхофф - Хью Хефнер - Рон Ховард |
| Дэвид Хассельхофф | 7018 Голливуд б-р | - Джин Хэйген - Барбара Хейл - Энн Хардинг - Седрик Хардвик - Дэвид Хассельхофф - Хью Хефнер - Рон Ховард |
| Фелисити Хаффман  | 7072 Голливуд б-р | - Джин Хэйген - Барбара Хейл - Энн Хардинг - Седрик Хардвик - Дэвид Хассельхофф - Хью Хефнер - Рон Ховард |
| Алан Хейл мл.     | 6653 Голливуд б-р | - Джин Хэйген - Барбара Хейл - Энн Хардинг - Седрик Хардвик - Дэвид Хассельхофф - Хью Хефнер - Рон Ховард |
| Барбара Хейл      | 1628 Вайн стрит   | - Джин Хэйген - Барбара Хейл - Энн Хардинг - Седрик Хардвик - Дэвид Хассельхофф - Хью Хефнер - Рон Ховард |
| Джордж Хейз       | 1724 Вайн стрит   | - Джин Хэйген - Барбара Хейл - Энн Хардинг - Седрик Хардвик - Дэвид Хассельхофф - Хью Хефнер - Рон Ховард |
| Луис Хейуорд      | 1680 Вайн стрит   | - Джин Хэйген - Барбара Хейл - Энн Хардинг - Седрик Хардвик - Дэвид Хассельхофф - Хью Хефнер - Рон Ховард |
| Марг Хелгенбергер | 6667 Голливуд б-р | - Джин Хэйген - Барбара Хейл - Энн Хардинг - Седрик Хардвик - Дэвид Хассельхофф - Хью Хефнер - Рон Ховард |
| Флоренс Хендерсон | 7070 Голливуд б-р | - Джин Хэйген - Барбара Хейл - Энн Хардинг - Седрик Хардвик - Дэвид Хассельхофф - Хью Хефнер - Рон Ховард |
| Пол Хенрейд       | 1720 Вайн стрит   | - Джин Хэйген - Барбара Хейл - Энн Хардинг - Седрик Хардвик - Дэвид Хассельхофф - Хью Хефнер - Рон Ховард |
| Джим Хенсон       | 6631 Голливуд б-р | - Джин Хэйген - Барбара Хейл - Энн Хардинг - Седрик Хардвик - Дэвид Хассельхофф - Хью Хефнер - Рон Ховард |
| Ван Хефлин        | 6125 Голливуд б-р | - Джин Хэйген - Барбара Хейл - Энн Хардинг - Седрик Хардвик - Дэвид Хассельхофф - Хью Хефнер - Рон Ховард |
| Хью Хефнер        | 7000 Голливуд б-р | - Джин Хэйген - Барбара Хейл - Энн Хардинг - Седрик Хардвик - Дэвид Хассельхофф - Хью Хефнер - Рон Ховард |
| Джим Хилл         | 6801 Голливуд б-р | - Джин Хэйген - Барбара Хейл - Энн Хардинг - Седрик Хардвик - Дэвид Хассельхофф - Хью Хефнер - Рон Ховард |
| Патриция Хитон    | 6533 Голливуд б-р | - Джин Хэйген - Барбара Хейл - Энн Хардинг - Седрик Хардвик - Дэвид Хассельхофф - Хью Хефнер - Рон Ховард |
| Альфред Хичкок    | 7013 Голливуд б-р | - Джин Хэйген - Барбара Хейл - Энн Хардинг - Седрик Хардвик - Дэвид Хассельхофф - Хью Хефнер - Рон Ховард |
| Джон Ховард       | 6515 Голливуд б-р | - Джин Хэйген - Барбара Хейл - Энн Хардинг - Седрик Хардвик - Дэвид Хассельхофф - Хью Хефнер - Рон Ховард |
| Рон Ховард        | 6838 Голливуд б-р | - Джин Хэйген - Барбара Хейл - Энн Хардинг - Седрик Хардвик - Дэвид Хассельхофф - Хью Хефнер - Рон Ховард |
| Терренс Ховард    | 6200 Голливуд б-р | - Джин Хэйген - Барбара Хейл - Энн Хардинг - Седрик Хардвик - Дэвид Хассельхофф - Хью Хефнер - Рон Ховард |
| Арсенио Холл      | 6776 Голливуд б-р | - Джин Хэйген - Барбара Хейл - Энн Хардинг - Седрик Хардвик - Дэвид Хассельхофф - Хью Хефнер - Рон Ховард |
| Джон Холл         | 6933 Голливуд б-р | - Джин Хэйген - Барбара Хейл - Энн Хардинг - Седрик Хардвик - Дэвид Хассельхофф - Хью Хефнер - Рон Ховард |
| Дидри Холл        | 6201 Голливуд б-р | - Джин Хэйген - Барбара Хейл - Энн Хардинг - Седрик Хардвик - Дэвид Хассельхофф - Хью Хефнер - Рон Ховард |
| Монти Холл        | 6801 Голливуд б-р | - Джин Хэйген - Барбара Хейл - Энн Хардинг - Седрик Хардвик - Дэвид Хассельхофф - Хью Хефнер - Рон Ховард |
| Эрл Холлиман      | 6901 Голливуд б-р | - Джин Хэйген - Барбара Хейл - Энн Хардинг - Седрик Хардвик - Дэвид Хассельхофф - Хью Хефнер - Рон Ховард |
| Селеста Холм      | 6821 Голливуд б-р | - Джин Хэйген - Барбара Хейл - Энн Хардинг - Седрик Хардвик - Дэвид Хассельхофф - Хью Хефнер - Рон Ховард |
| Мириам Хопкинс    | 1716 Вайн стрит   | - Джин Хэйген - Барбара Хейл - Энн Хардинг - Седрик Хардвик - Дэвид Хассельхофф - Хью Хефнер - Рон Ховард |
| Боб Хоук          | 6413 Голливуд б-р | - Джин Хэйген - Барбара Хейл - Энн Хардинг - Седрик Хардвик - Дэвид Хассельхофф - Хью Хефнер - Рон Ховард |
| Боб Хоуп          | 6758 Голливуд б-р | - Джин Хэйген - Барбара Хейл - Энн Хардинг - Седрик Хардвик - Дэвид Хассельхофф - Хью Хефнер - Рон Ховард |
| Джун Хэвок        | 6413 Голливуд б-р | - Джин Хэйген - Барбара Хейл - Энн Хардинг - Седрик Хардвик - Дэвид Хассельхофф - Хью Хефнер - Рон Ховард |
| Дэн Хэггерти      | 7070 Голливуд б-р | - Джин Хэйген - Барбара Хейл - Энн Хардинг - Седрик Хардвик - Дэвид Хассельхофф - Хью Хефнер - Рон Ховард |
| Джин Хэген        | 1560 Вайн стрит   | - Джин Хэйген - Барбара Хейл - Энн Хардинг - Седрик Хардвик - Дэвид Хассельхофф - Хью Хефнер - Рон Ховард |
| Ларри Хэгмэн      | 1560 Вайн стрит   | - Джин Хэйген - Барбара Хейл - Энн Хардинг - Седрик Хардвик - Дэвид Хассельхофф - Хью Хефнер - Рон Ховард |
| Рид Хэдли         | 6553 Голливуд б-р | - Джин Хэйген - Барбара Хейл - Энн Хардинг - Седрик Хардвик - Дэвид Хассельхофф - Хью Хефнер - Рон Ховард |
| Джестер Хэйрстон  | 6161 Голливуд б-р | - Джин Хэйген - Барбара Хейл - Энн Хардинг - Седрик Хардвик - Дэвид Хассельхофф - Хью Хефнер - Рон Ховард |
| Марк Хэрмон       | 6253 Голливуд б-р | - Джин Хэйген - Барбара Хейл - Энн Хардинг - Седрик Хардвик - Дэвид Хассельхофф - Хью Хефнер - Рон Ховард |

### Ц, Ч
| Имя, Фамилия            | Адрес звезды      | Фотографии некоторых лауреатов |
| ----------------------- | ----------------- | ------------------------------ |
| Ефрем Цимбалист-младший | 7095 Голливуд б-р | - Ричард Чемберлен             |
| Ру Пол Чарльз           | 6652 Голливуд б-р | - Ричард Чемберлен             |
| Чарльз Чамплин          | 7076 Голливуд б-р | - Ричард Чемберлен             |
| Маргерит Чапман         | 6284 Голливуд б-р | - Ричард Чемберлен             |
| Илка Чейз               | 6751 Голливуд б-р | - Ричард Чемберлен             |
| Ричард Чемберлен        | 6255 Голливуд б-р | - Ричард Чемберлен             |
| Гауэр Чемпион           | 6162 Голливуд б-р | - Ричард Чемберлен             |
| Мардж Чемпион           | 6282 Голливуд б-р | - Ричард Чемберлен             |
| Стэн Чэмберс            | 6922 Голливуд б-р | - Ричард Чемберлен             |
| Кэрол Чэннинг           | 6233 Голливуд б-р | - Ричард Чемберлен             |

### Ш
| Имя, Фамилия    | Адрес звезды      | Фотографии некоторых лауреатов    |
| --------------- | ----------------- | --------------------------------- |
| Шервуд Шварц    | 6541 Голливуд б-  | - Джудит Шейндлин - Уильям Шетнер |
| Джудит Шейндлин | 7065 Голливуд б-р | - Джудит Шейндлин - Уильям Шетнер |
| Сидни Шелдон    | 6739 Голливуд б-р | - Джудит Шейндлин - Уильям Шетнер |
| Сибилл Шеперд   | 7000 Голливуд б-р | - Джудит Шейндлин - Уильям Шетнер |
| Бобби Шервуд    | 1625 Вайн стрит   | - Джудит Шейндлин - Уильям Шетнер |
| Уильям Шетнер   | 6901 Голливуд б-р | - Джудит Шейндлин - Уильям Шетнер |
| Джордж Шлэттер  | 7000 Голливуд б-р | - Джудит Шейндлин - Уильям Шетнер |
| Дина Шор        | 6916 Голливуд б-р | - Джудит Шейндлин - Уильям Шетнер |
| Чарльз М. Шульц | 7021 Голливуд б-р | - Джудит Шейндлин - Уильям Шетнер |
| Майкл Шур       | 6150 Голливуд б-р | - Джудит Шейндлин - Уильям Шетнер |

### Э
| Имя, Фамилия       | Адрес звезды      | Фотографии некоторых лауреатов |
| ------------------ | ----------------- | ------------------------------ |
| Бад Эбботт         | 6740 Голливуд б-р | - Фэй Эмерсон - Джон Эриксон   |
| Роджер Эберт       | 6834 Голливуд б-р | - Фэй Эмерсон - Джон Эриксон   |
| Дейл Эванс         | 1737 Вайн стрит   | - Фэй Эмерсон - Джон Эриксон   |
| Линда Эванс        | 6834 Голливуд б-р | - Фэй Эмерсон - Джон Эриксон   |
| Чад Эверетт        | 6922 Голливуд б-р | - Фэй Эмерсон - Джон Эриксон   |
| Ральф Эдвардс      | 6262 Голливуд б-р | - Фэй Эмерсон - Джон Эриксон   |
| Стив Эдвардс       | 6150 Голливуд б-р | - Фэй Эмерсон - Джон Эриксон   |
| Гарри Экерман      | 6661 Голливуд б-р | - Фэй Эмерсон - Джон Эриксон   |
| Элвин и бурундуки  | 6600 Голливуд б-р | - Фэй Эмерсон - Джон Эриксон   |
| Фрэн Эллисон       | 6757 Голливуд б-р | - Фэй Эмерсон - Джон Эриксон   |
| Фэй Эмерсон        | 6689 Голливуд б-р | - Фэй Эмерсон - Джон Эриксон   |
| Дик Энберг         | 6752 Голливуд б-р | - Фэй Эмерсон - Джон Эриксон   |
| Кристина Эпплгейт  | 7007 Голливуд б-р | - Фэй Эмерсон - Джон Эриксон   |
| Джон Эриксон       | 1523 Вайн стрит   | - Фэй Эмерсон - Джон Эриксон   |
| Кен Эрлих          | 1750 Вайн стрит   | - Фэй Эмерсон - Джон Эриксон   |
| Стюарт Эрвин       | 6270 Голливуд б-р | - Фэй Эмерсон - Джон Эриксон   |
| Джанкарло Эспозито | 6351 Голливуд б-р | - Фэй Эмерсон - Джон Эриксон   |
| Лили Эстефан       | 7076 Голливуд б-р | - Фэй Эмерсон - Джон Эриксон   |
| Эрик Эстрада       | 7021 Голливуд б-р | - Фэй Эмерсон - Джон Эриксон   |

### Я
| Имя, Фамилия | Адрес звезды      | Фотографии некоторых лауреатов |
| ------------ | ----------------- | ------------------------------ |
| Гиг Янг      | 6821 Голливуд б-р | - Гиг Янг                      |
| Лоретта Янг  | 6135 Голливуд б-р | - Гиг Янг                      |
| Роберт Янг   | 6360 Голливуд б-р | - Гиг Янг                      |
| Роланд Янг   | 6315 Голливуд б-р | - Гиг Янг                      |